# Piazze di Napoli
Le piazze di Napoli hanno un notevole valore artistico, storico, urbanistico e monumentale; la loro storia accompagna quella della città da secoli, da sempre sono parte integrante della vita cittadina, dai mercati o dai grandi eventi pubblici e politici.
Di seguito una lista delle più importanti piazze, soprattutto del primo nucleo storico della città. Per gli ulteriori interventi urbani che hanno interessato Napoli vedere storia dell'urbanistica e dell'architettura di Napoli.

## Piazza Principe Amedeo

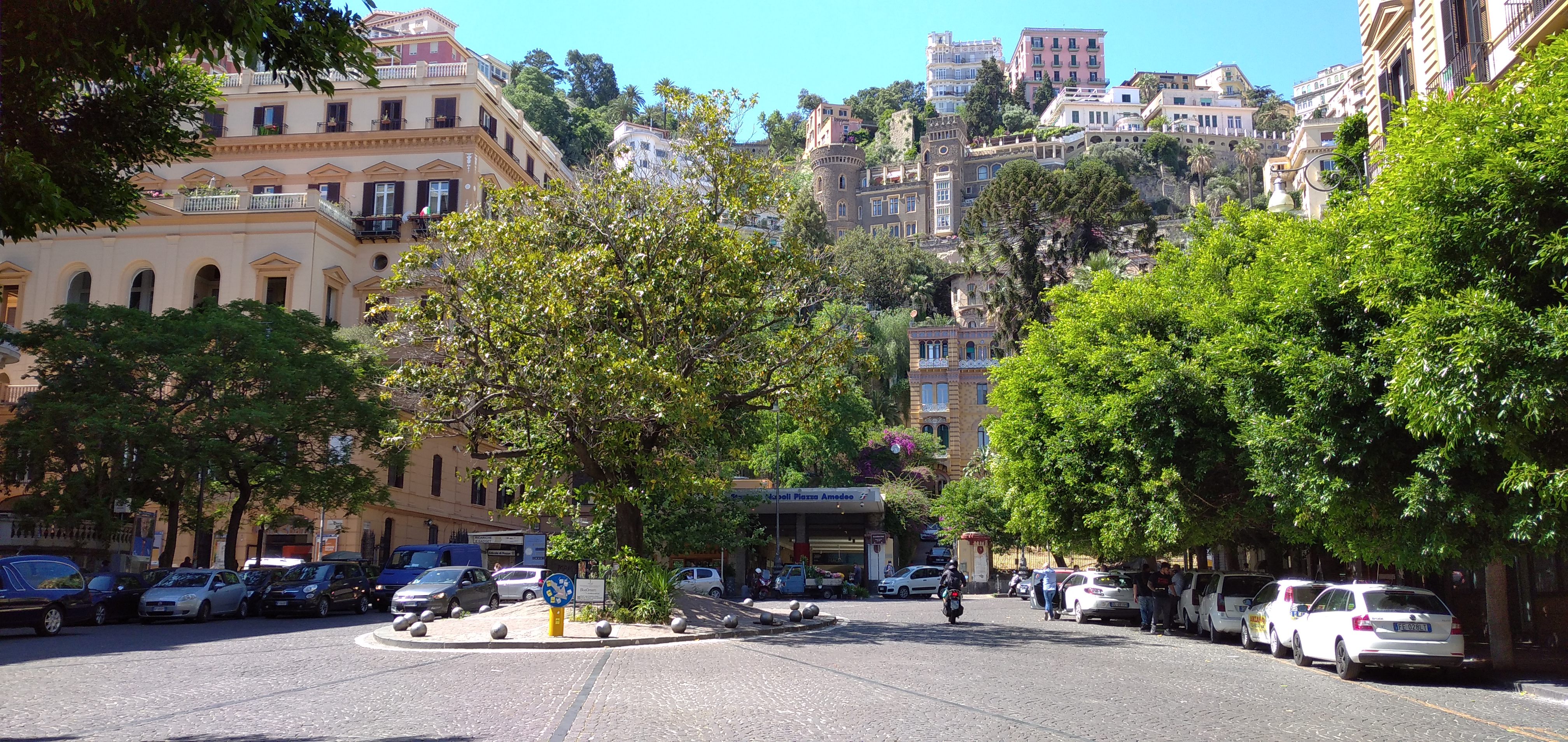
Piazza Amedeo

Piazza principe Amedeo (nota semplicemente come piazza Amedeo) è una delle piazze della zona di Chiaia risalenti alla Belle Époque. Di forma irregolare, su di essa si affacciano numerosi edifici di pregio, come palazzo Balsorano e villa Maria. La piazza deve il suo fascino alla scenografica presenza del castello Aselmeyer opera di Lamont Young, costruito sulla collina sovrastante.

## Piazza Nicola Amore (o piazza Quattro Palazzi)

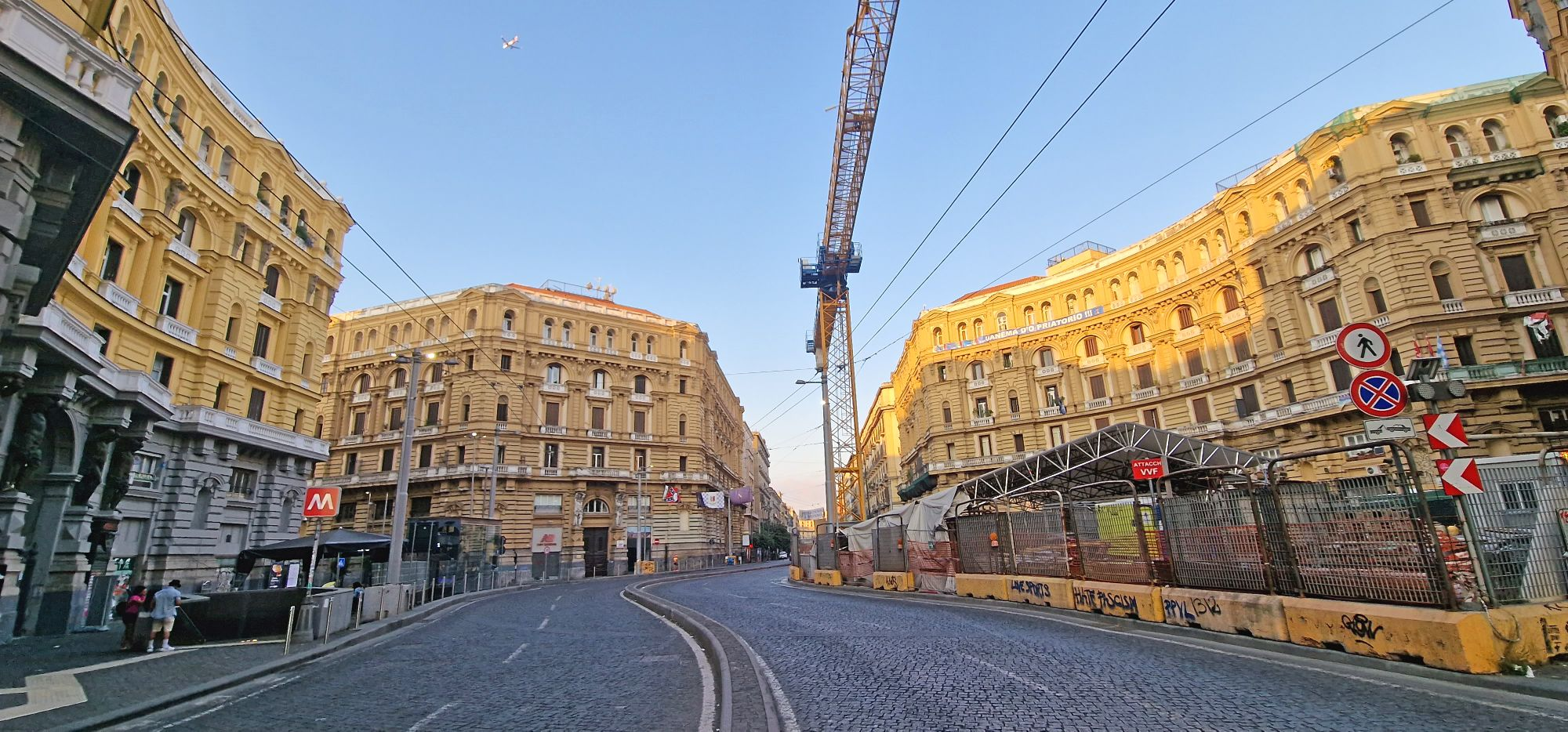
Piazza Nicola Amore (o piazza Quattro Palazzi)

Piazza Nicola Amore, attraversata da corso Umberto, risale anch'essa al cosiddetto periodo del Risanamento, ed è intitolata al sindaco di Napoli che ne fu artefice. Possiede anche un secondo nome: è detta infatti i quattro palazzi, dal numero degli imponenti edifici che su di essa si affacciano e caratterizzati, ciascuno, da due coppie di grandi telamoni. La piazza, a causa dei lavori della metropolitana di Napoli e dei suoi importanti ritrovamenti archeologici, nell'immediato futuro avrà un aspetto molto diverso: vi sarà infatti la collocazione al suo centro dei resti del Tempio dei giochi Isolimpici.

## Piazza Bellini

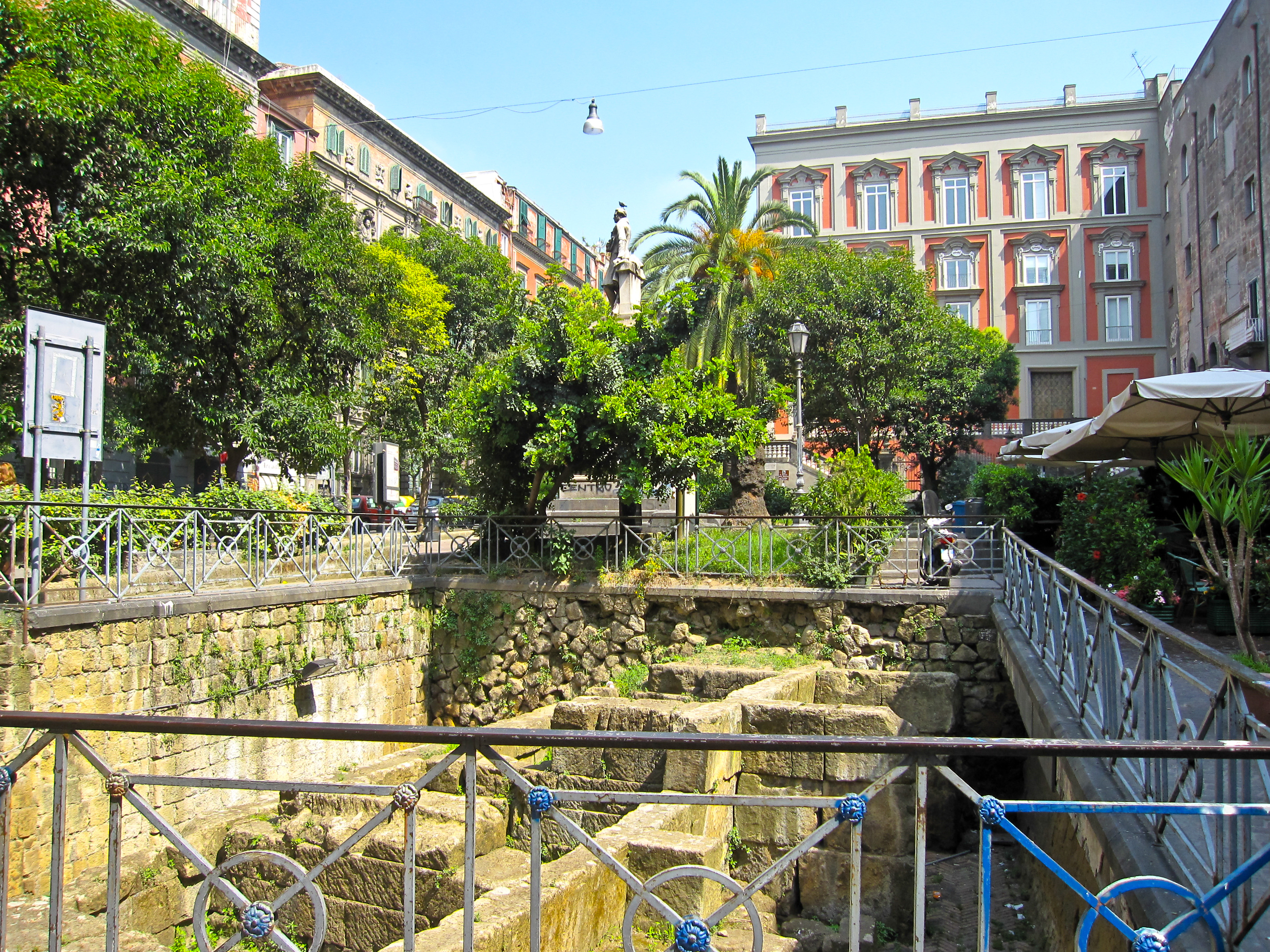
Piazza Bellini (in evidenza le mura greche)

È una piazza del centro antico, circondata da numerose sedi universitarie e molto vicina al conservatorio di San Pietro a Majella e all'Accademia di Belle Arti. Al centro è posta la statua di Vincenzo Bellini. Dominano lo spazio il complesso di Sant'Antonio delle Monache a Port'Alba e alcuni palazzi monumentali del XVI e XVII secolo. La piazza è inoltre caratterizzata dalla presenza di resti delle mura della Neapolis greca.

## Piazza Giovanni Bovio (o piazza Borsa)

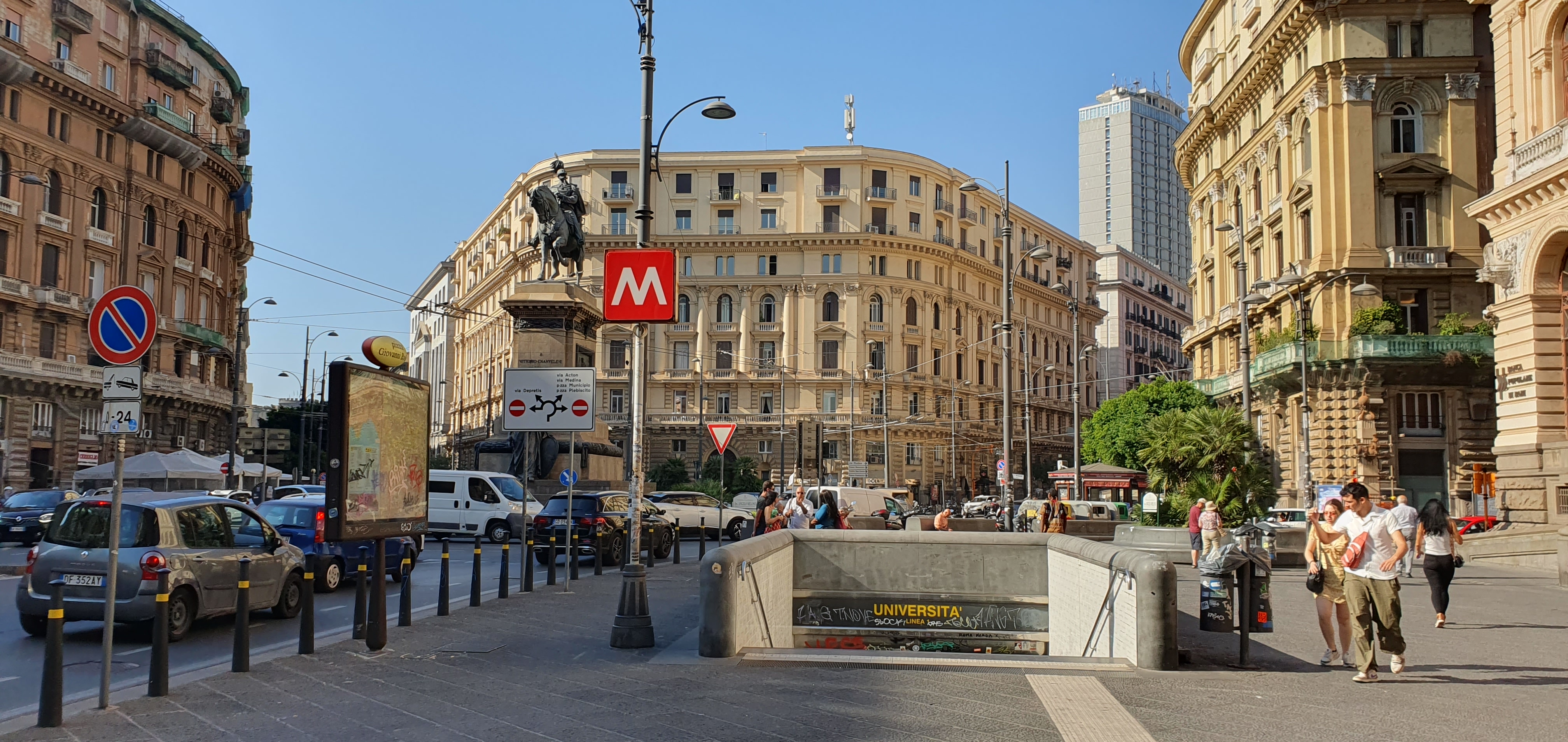
Piazza Giovanni Bovio

Piazza Giovanni Bovio è conosciuta tra i napoletani con l'antico nome di piazza della Borsa (per vero, è detta semplicemente Piazza Borsa), così chiamata per via del palazzo della Borsa. Ebbe origine nella seconda metà dell'Ottocento durante il periodo del Risanamento, quando, dopo la terribile epidemia di colera del 1884, vennero abbattute numerose abitazioni insalubri per fare posto a corso Umberto I e "risanare il ventre di Napoli".

## Piazza Carità

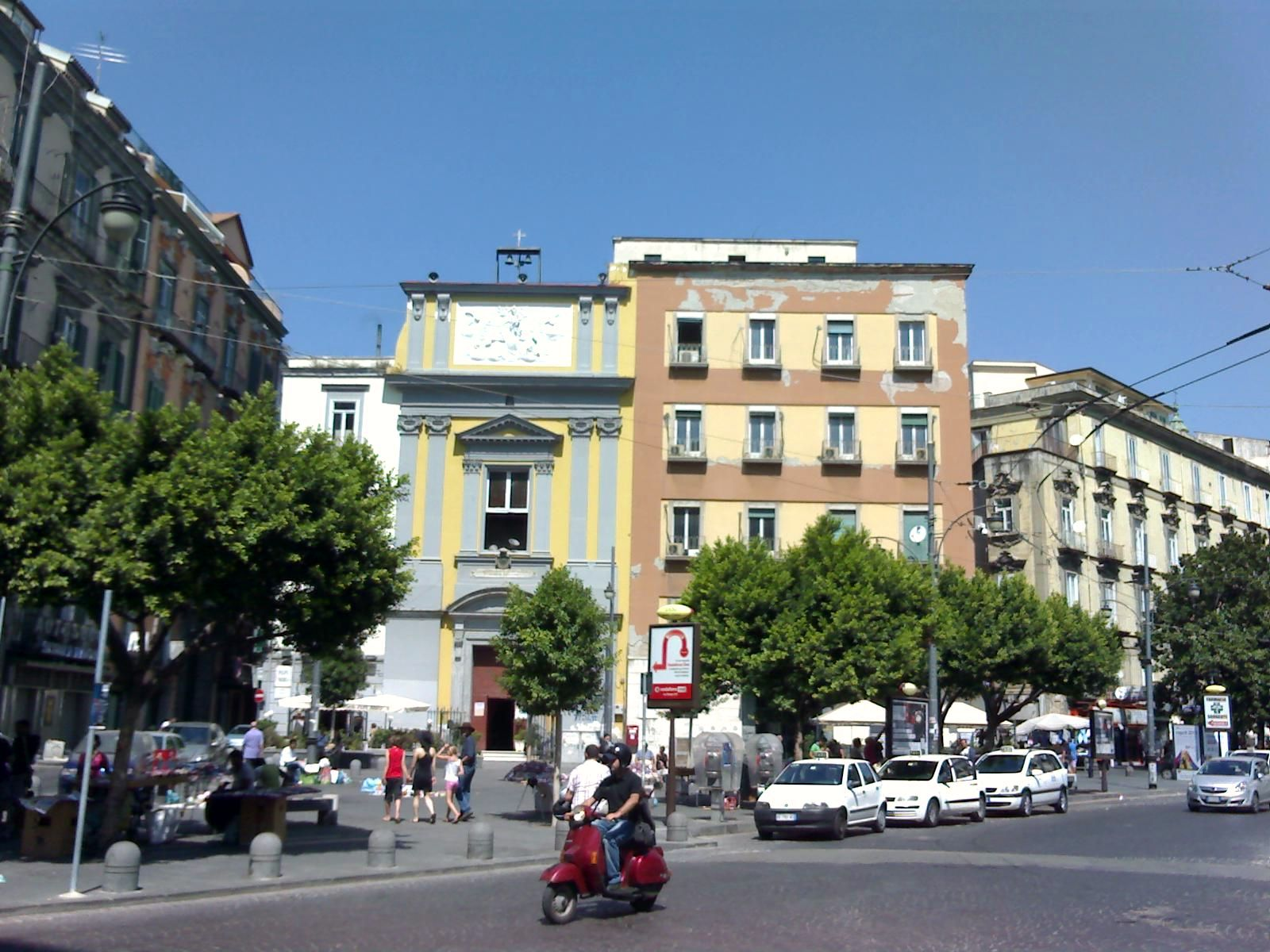
Piazza Carità verso l'omonima chiesa

Piazza Carità si trova lungo l'asse di via Toledo, tra la Pignasecca e i Quartieri Spagnoli. È conosciuta per il monumento a Salvo D'Acquisto, il vicebrigadiere dei Carabinieri che, pur essendo innocente, si autoaccusò della responsabilità di un attentato contro l'esercito tedesco, al fine di salvare i civili dalla rappresaglia nazista. Su di un lato sorge il Palazzo INA, uno dei tanti palazzi fascisti di Napoli realizzati negli anni trenta, mentre sull'altro sorge la chiesa di Santa Maria della Carità.

## Piazza Carlo III

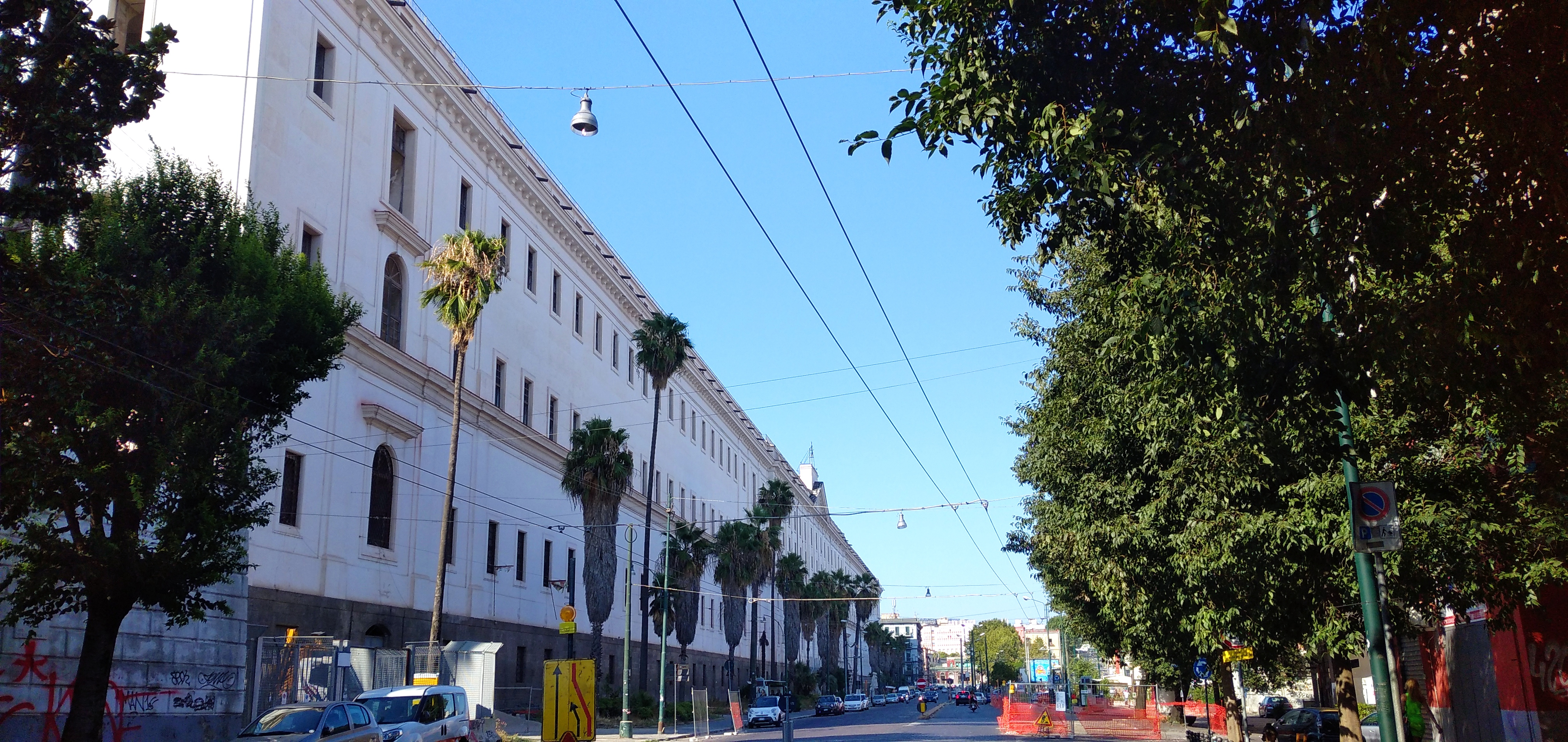
Piazza Carlo III

Piazza Carlo III (già Piazza del Reclusorio) ha una forma ad emiciclo nella quale confluiscono molte importanti arterie della zona (via Foria, corso Garibaldi, via Sant'Alfonso Maria De Liguori, via Sant'Antonio Abate, via Alessio Mazzocchi e via Don Bosco). Su di essa sorge tra le più grandi opere dell'Illuminismo, il Real Albergo dei Poveri (oggi oggetto di una profonda opera di recupero), disegnato dell'architetto fiorentino Ferdinando Fuga su commissione del re Carlo di Borbone, il quale cullava il desiderio di farne la dignitosa residenza di tutti i poveri della nazione.

## Piazza Cavour

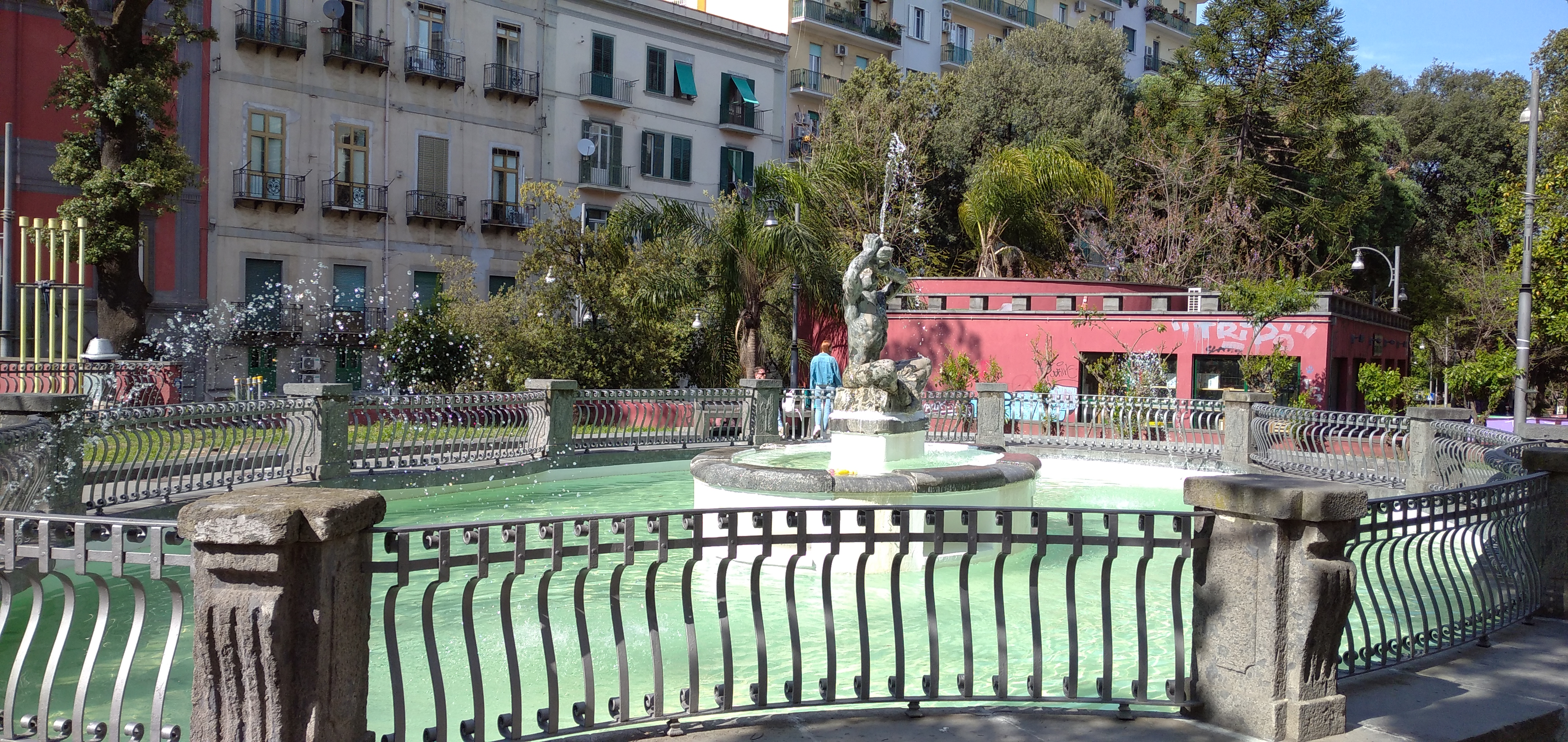
La fontana del Tritone al centro di piazza Cavour

Piazza Cavour di Napoli (già Largo delle Pigne), si allarga a est del museo Archeologico Nazionale e le fa da cornice il fondo della porta San Gennaro, voluta per la fine della peste del 1656. Nei dintorni della piazza è visibile la facciata della pregevole chiesa del Gesù delle Monache, che avrebbe dovuto costituire una sorta di pantheon della famiglia reale aragonese. Ulteriori ampliamenti non vennero eseguiti poiché la Casa decadde con la costituzione del viceregno.

## Largo Corpo di Napoli

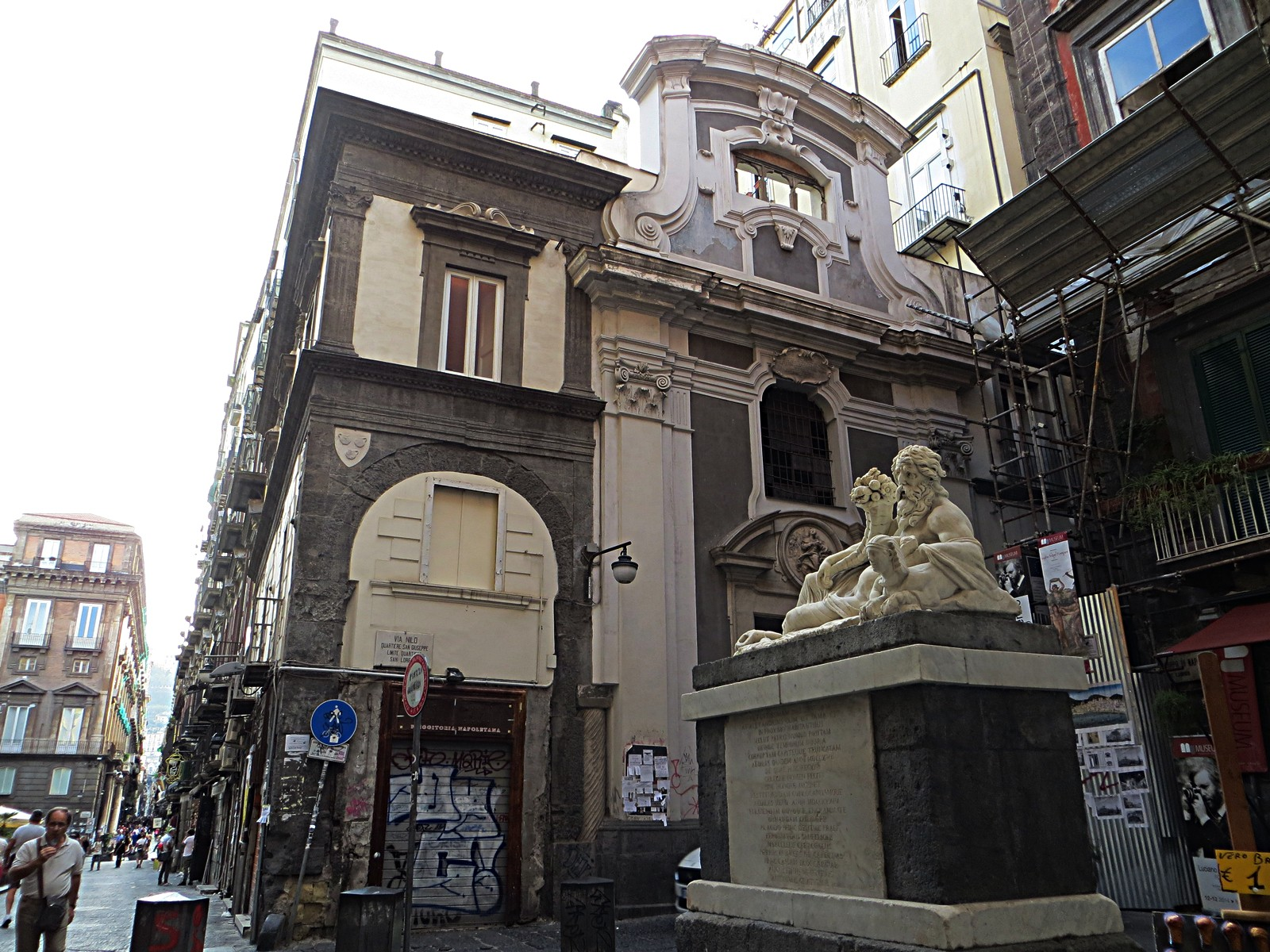
Largo Corpo di Napoli

Il Largo corpo di Napoli è una storica piazzetta sulla quale si affacciano importanti monumenti cittadini che testimoniano la storia plurisecolare di Napoli. Posto a breve distanza da piazzetta Nilo e piazza San Domenico Maggiore, elemento cardine del luogo è senza dubbio la statua del dio Nilo, in bella vista da circa duemila anni. La scultura infatti fu scolpita durante il soggiorno degli alessandrini nel palazzo adiacente. Gli abitanti attribuirono alla statua del Nilo, e poi quindi a tutto il largo, il nome di "corpo di Napoli" perché dal corpo del dio fu staccato il capo e la statua rimase acefala per circa due secoli.

## Piazza Dante

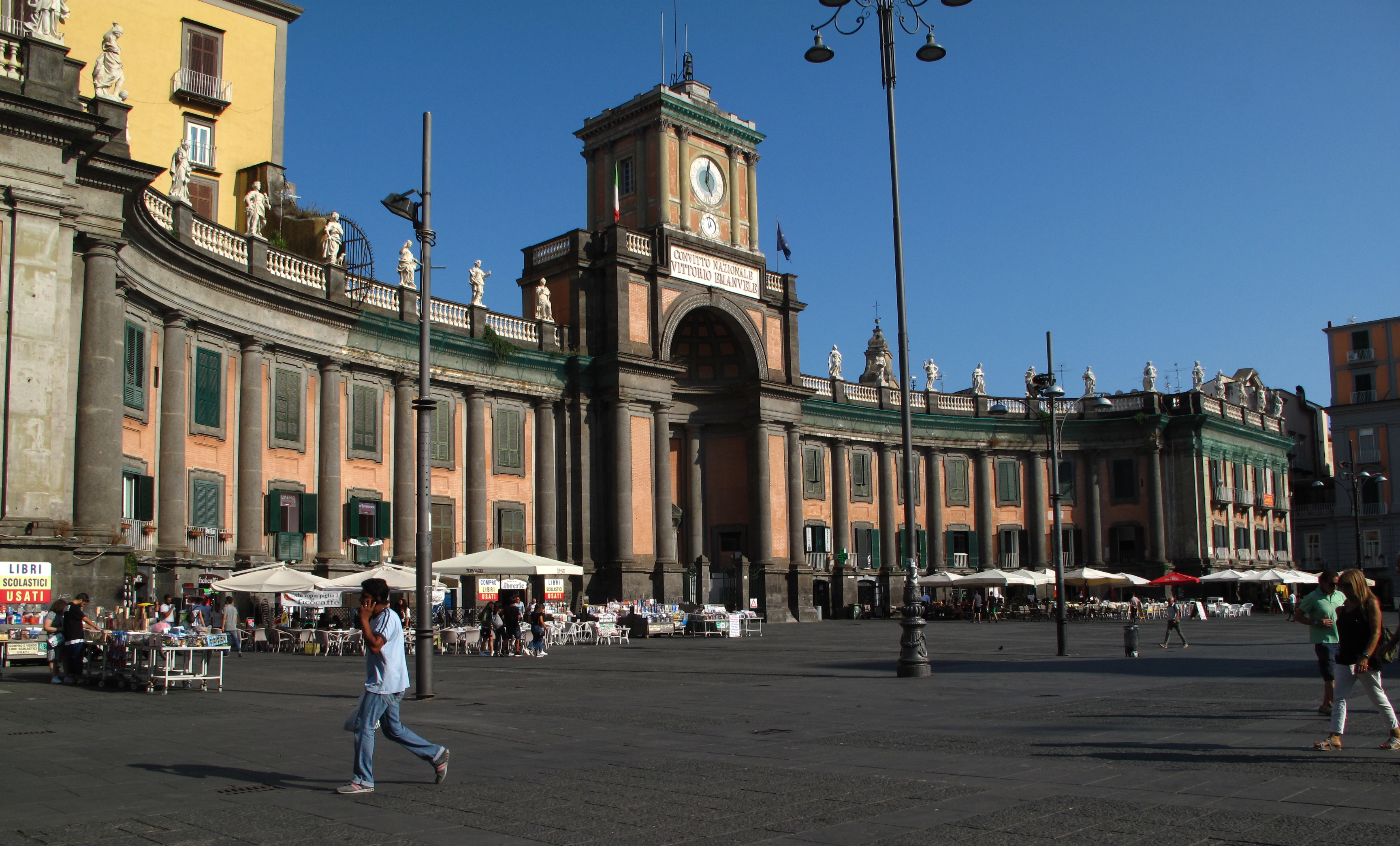
Piazza Dante verso il Foro carolino

Piazza Dante è caratterizzata dalla presenza del Foro Carolino di Carlo III di Borbone, con le 26 statue che rappresentano le virtù del sovrano; opera eretta da Luigi Vanvitelli nel XVIII secolo. Anticamente chiamata Largo Mercatello e dedicata ai mercati e ad altri scambi commerciali, non rappresentava uno snodo particolarmente rilevante. Oggi, invece, la piazza dedicata al Sommo Poeta è un punto cruciale della città, oltre che importante meta turistica per la presenza di tre visitatissime chiese monumentali (Santa Maria di Caravaggio, San Domenico in Soriano e San Michele a Port'Alba).

## Piazzetta Duca d'Aosta

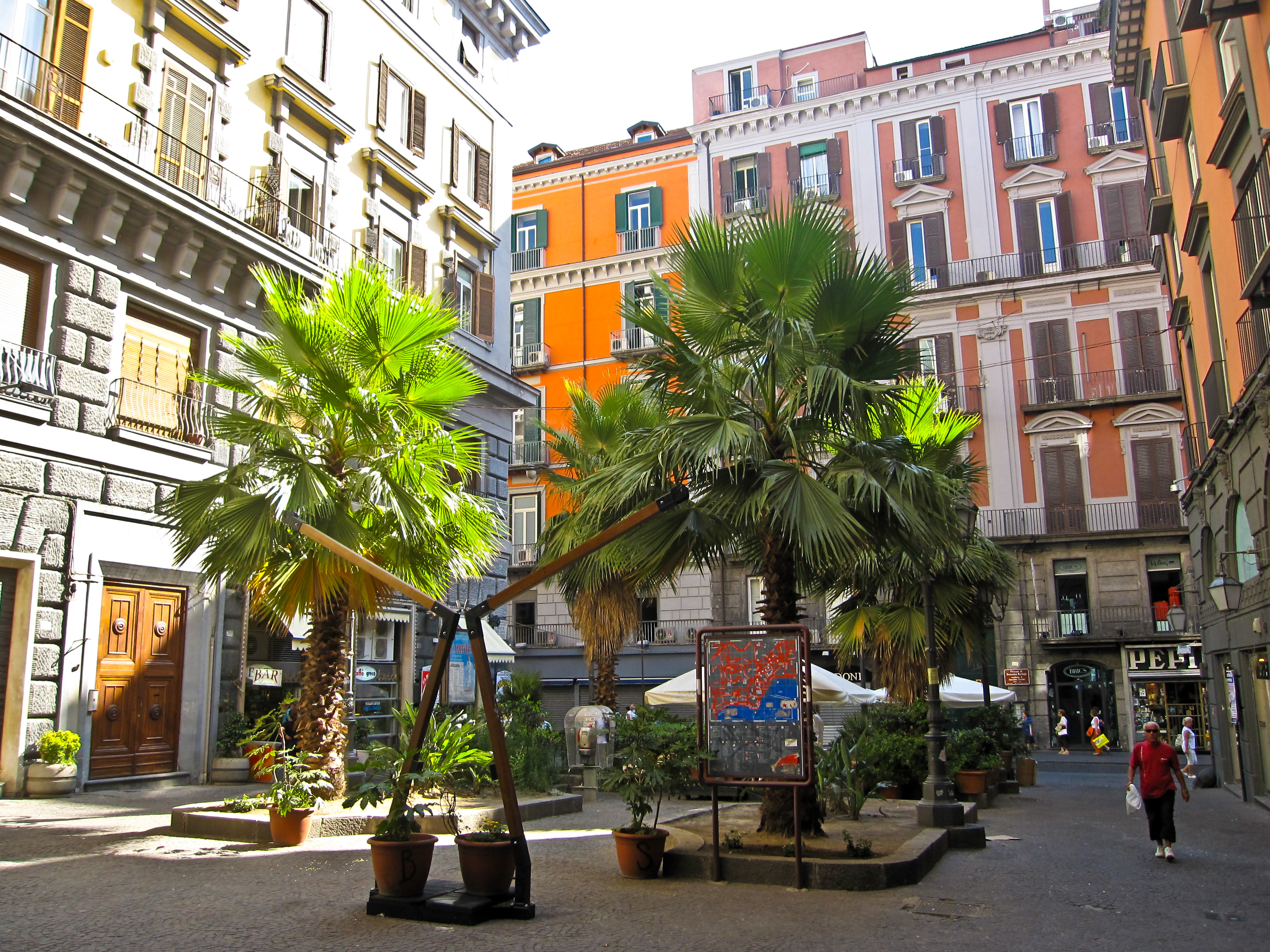
Piazzetta Duca d'Aosta

La piazza, dedicata al Duca Invitto, Emanuele Filiberto di Savoia-Aosta, ma più nota come piazzetta Augusteo per la presenza nella stessa del Teatro Augusteo, fu costruita nel 1928 come slargo per il traffico di passeggeri della nuova funicolare Centrale. Sul lato opposto all'ingresso del teatro, in un vicolo tra il palazzo Berio e la funicolare, vi sono i celebri gradini Conte di Mola che conducono ai quartieri Spagnoli.

## Piazza Enrico de Nicola

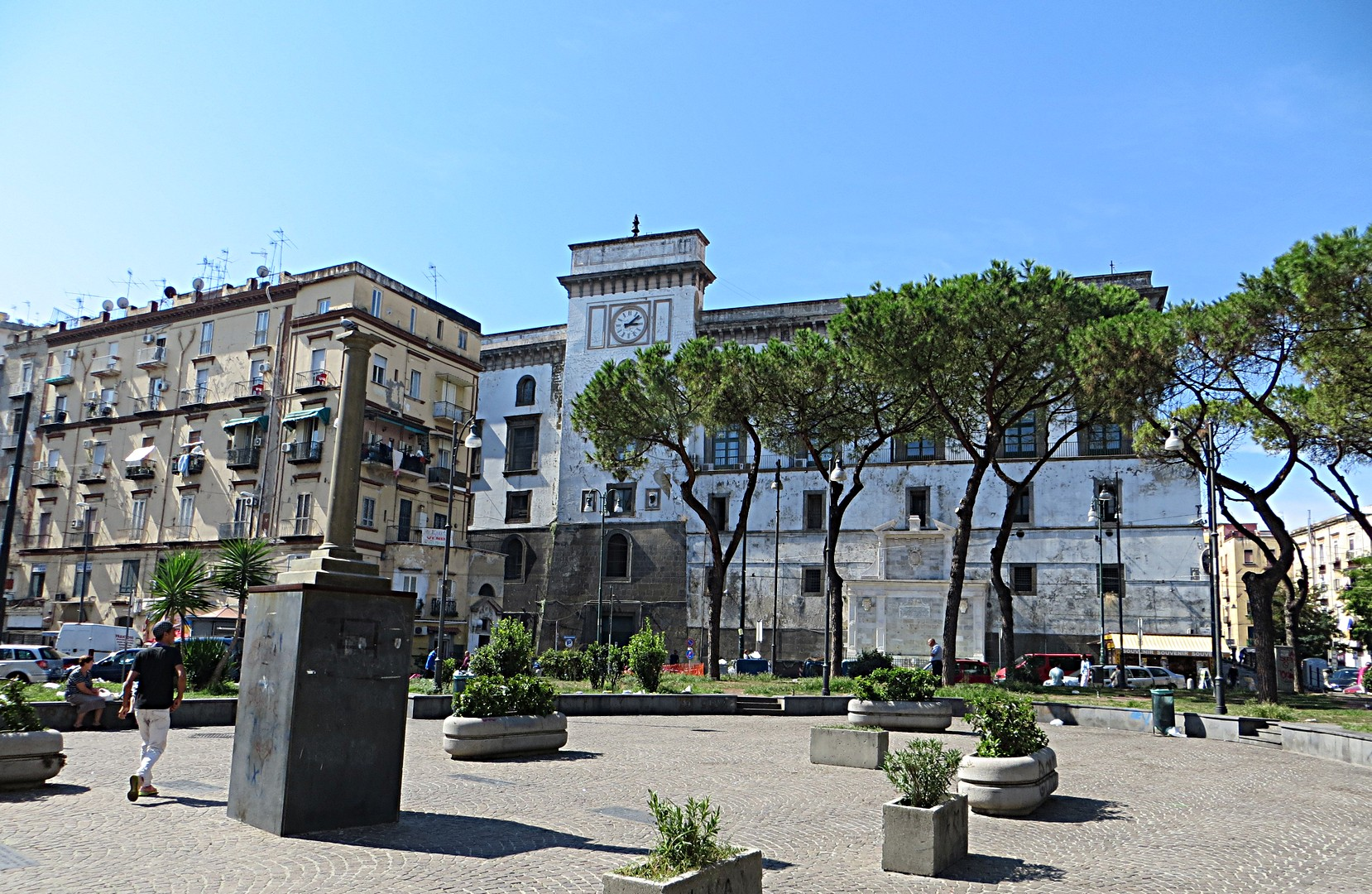
Piazza Enrico de Nicola verso Castel Capuano

Piazza Enrico de Nicola è una delle piazze più antiche di Napoli ed è intitolata al primo presidente della repubblica italiana. La piazza è molto importante sia da un punto di vista storico che da un punto di vista monumentale, in quanto si ergono importanti emergenze monumentali come porta Capuana, la fontana del Formiello e castel Capuano.

## Piazza Garibaldi

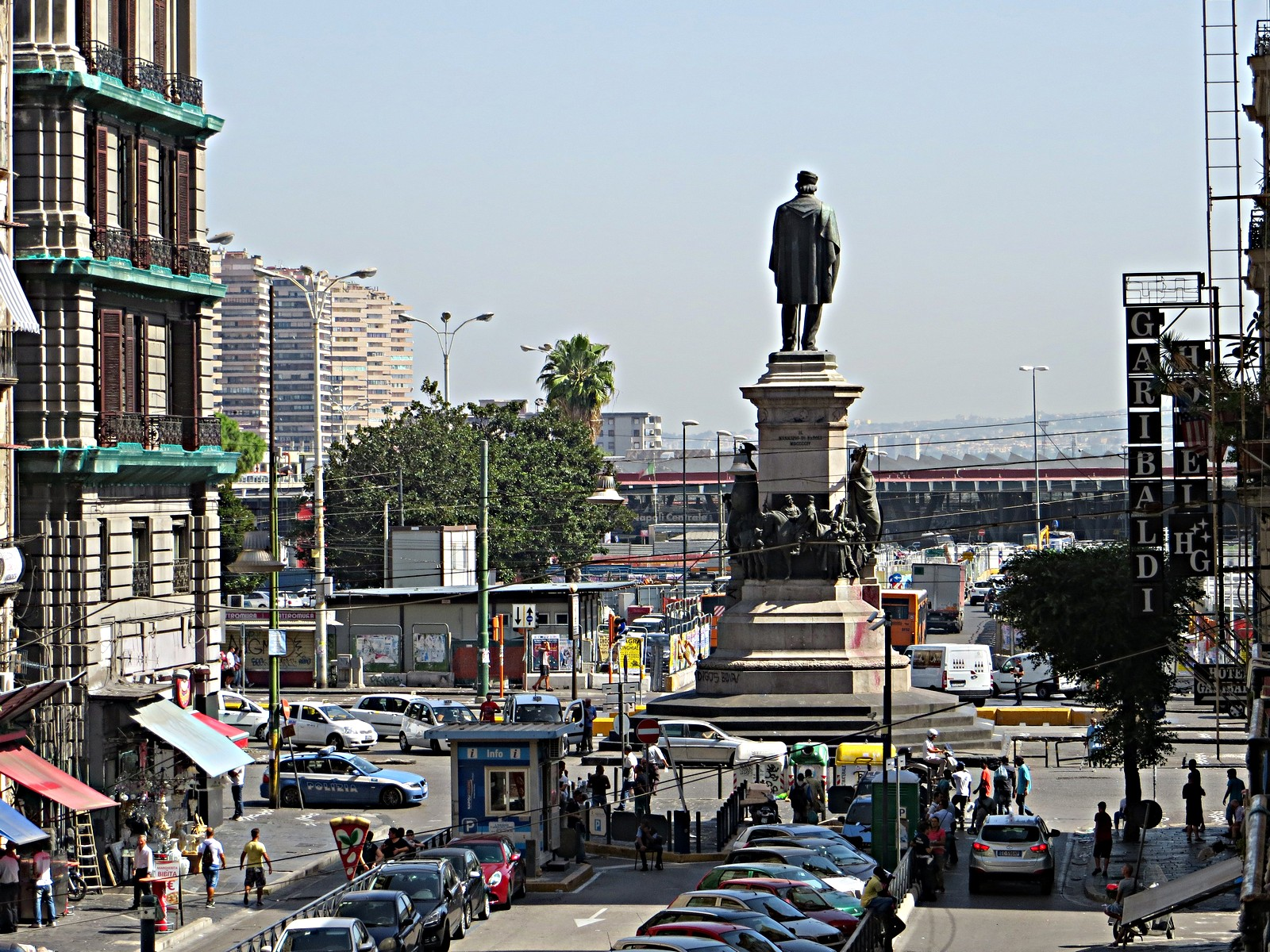
Piazza Garibaldi

Piazza Garibaldi (già Piazza della Stazione) con i suoi 70000 m² è una delle più ampie di Napoli, e pure tra i luoghi più noti e affollati in quanto vi si affaccia la Stazione Centrale. Ha assunto la forma attuale solo intorno alla metà del XX secolo con la demolizione del vecchio edificio e la costruzione della muova moderna struttura tra gli antichi palazzi ottocenteschi. Nel 2000 sono stati aperti i cantieri della metropolitana e di risistemazione della piazza. Attualmente è il punto di scambio di numerose linee di pullman e del tram, delle linee 1 e 2 della metropolitana, della ferrovia circumvesuviana, dei treni regionali.

## Piazzetta Gerolomini

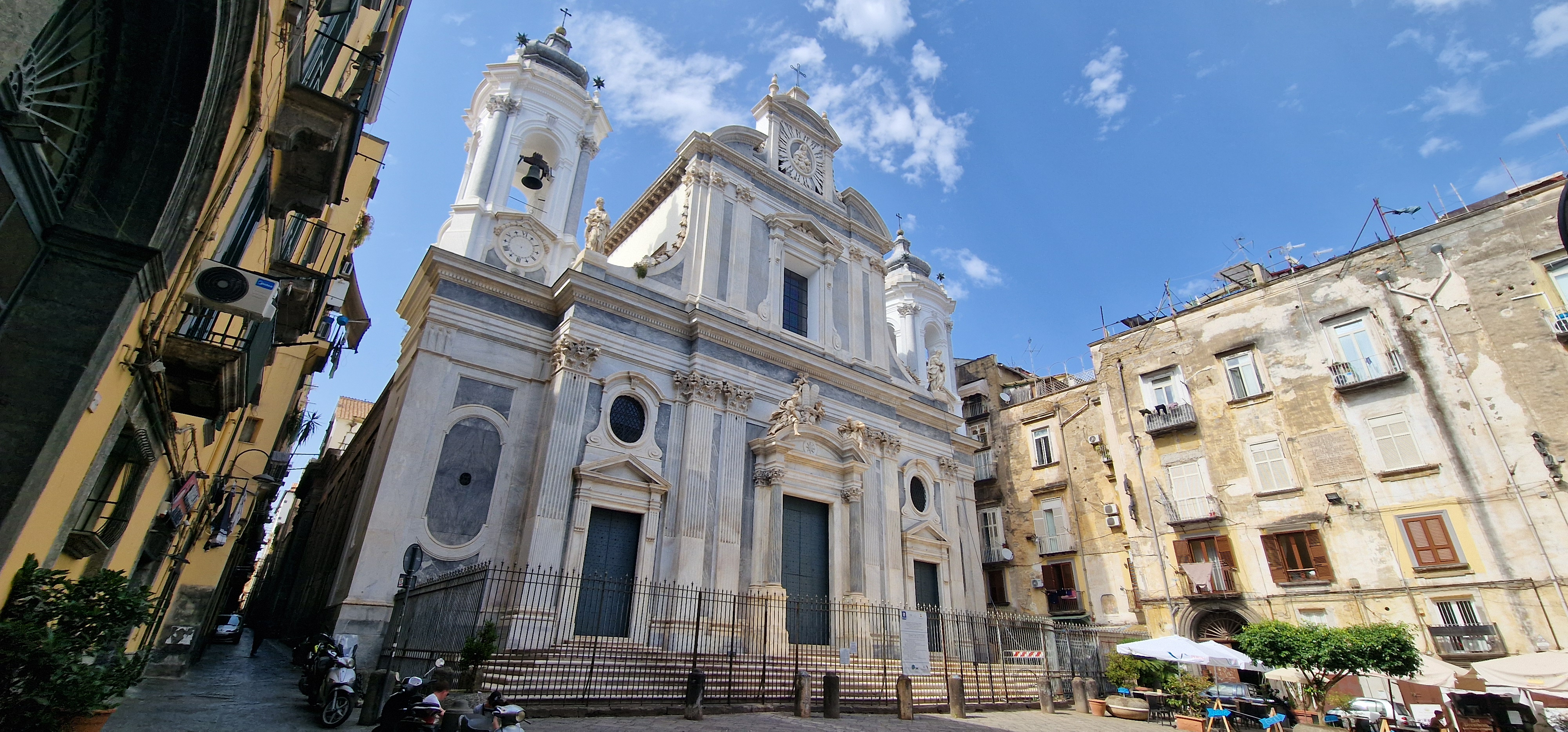
Piazzetta Girolamini

Piazzetta Gerolamini o Girolamini è una delle piazzette più importanti del centro storico di Napoli. Essa è dominata dall'elegante facciata della chiesa basilicale dei Girolamini opera di Ferdinando Fuga.

## Piazza del Gesù Nuovo (o piazza Trinità Maggiore)

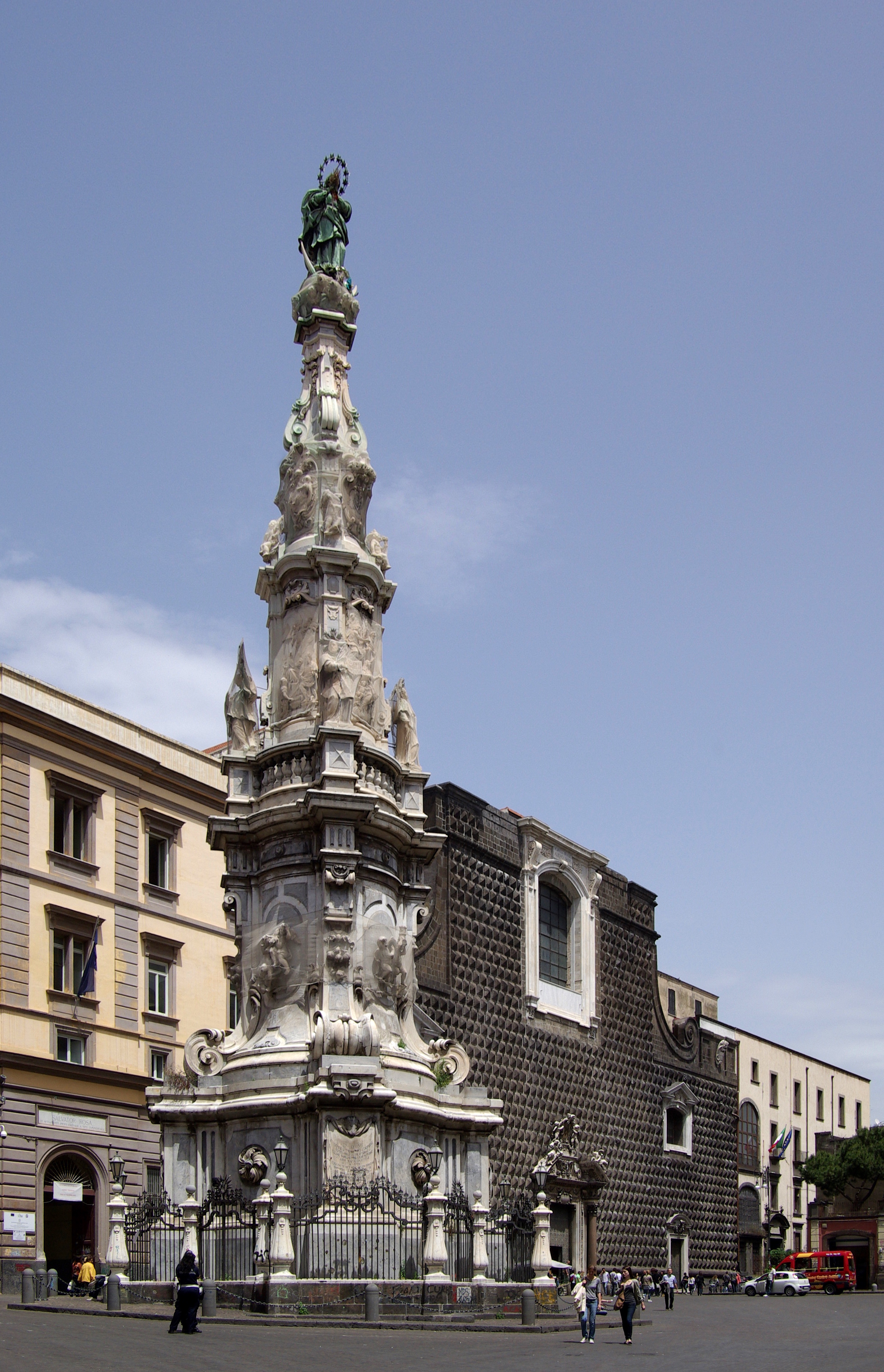
Piazza del Gesù

Piazza del Gesù Nuovo è una delle piazze più importanti della città, sia per la sua posizione molto centrale (è attraversata da spaccanapoli ed è a pochi passi da via Toledo e da piazza Dante), sia perché ospita alcuni monumenti molto importanti, come la basilica di Santa Chiara, la chiesa del Gesù Nuovo e l'obelisco dell'Immacolata. È una delle piazze simbolo del centro storico della città, e più in particolare, del cosiddetto centro antico greco-romano.

## Piazza Giuseppe Di Vittorio

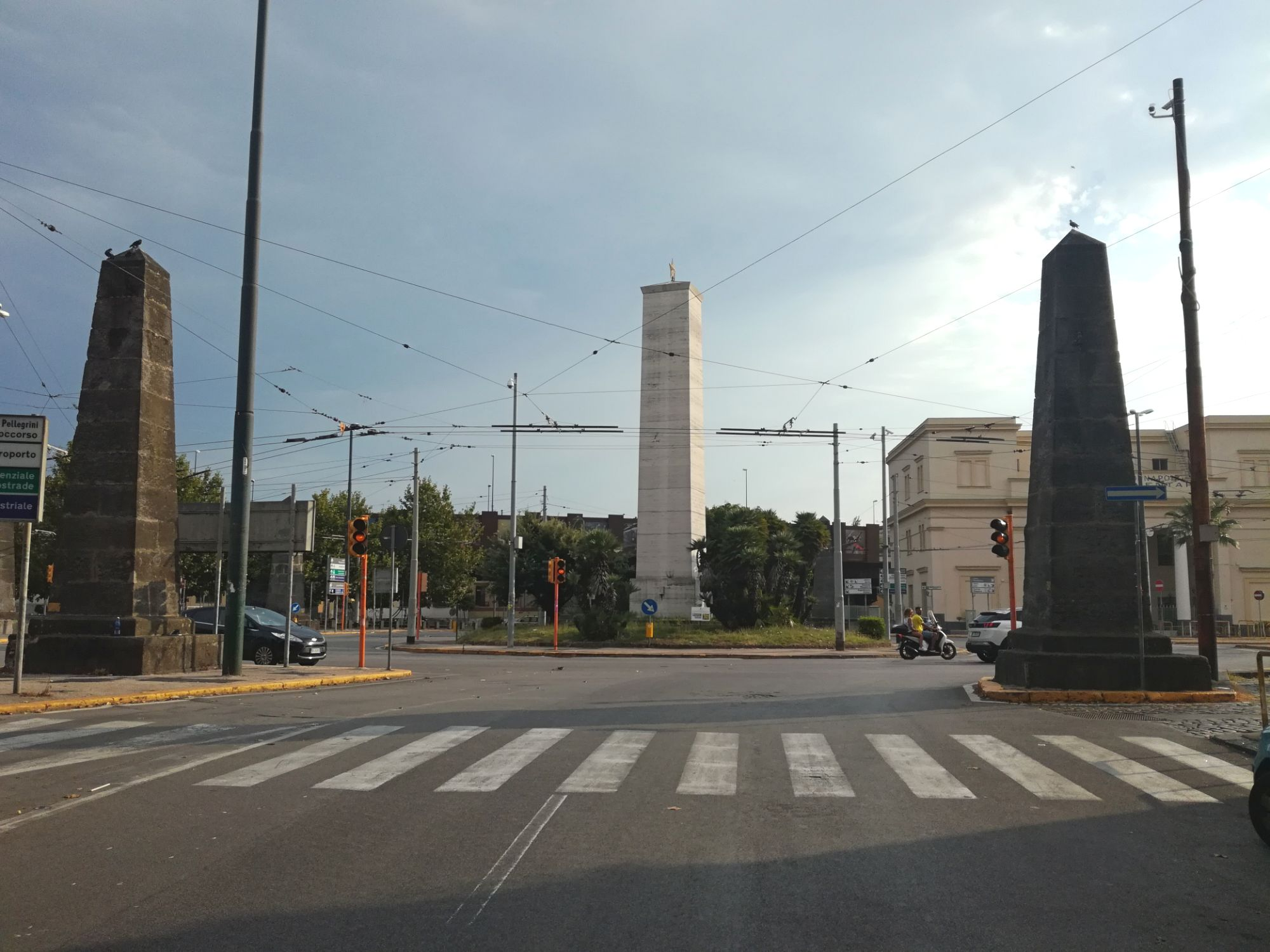
Piazza Giuseppe Di Vittorio (particolare di tre dei nove obelischi della piazza)

Piazza Giuseppe Di Vittorio è una monumentale piazza della città. Essa è importante in quanto ospita gli unici resti dell'ultima cinta muraria della città. L'opera, nel XIX secolo, costituiva una delle barriere daziarie di Napoli, volte a contrastare il contrabbando e a favorire il commercio marittimo e terrestre; lunga circa 11 miglia, fu progettata da Stefano Gasse. Il luogo è anche impreziosito dalla chiesa dell'Immacolata a Capodichino ordinata da Ferdinando II su richiesta popolare.

## Piazzetta Guglia del Duomo

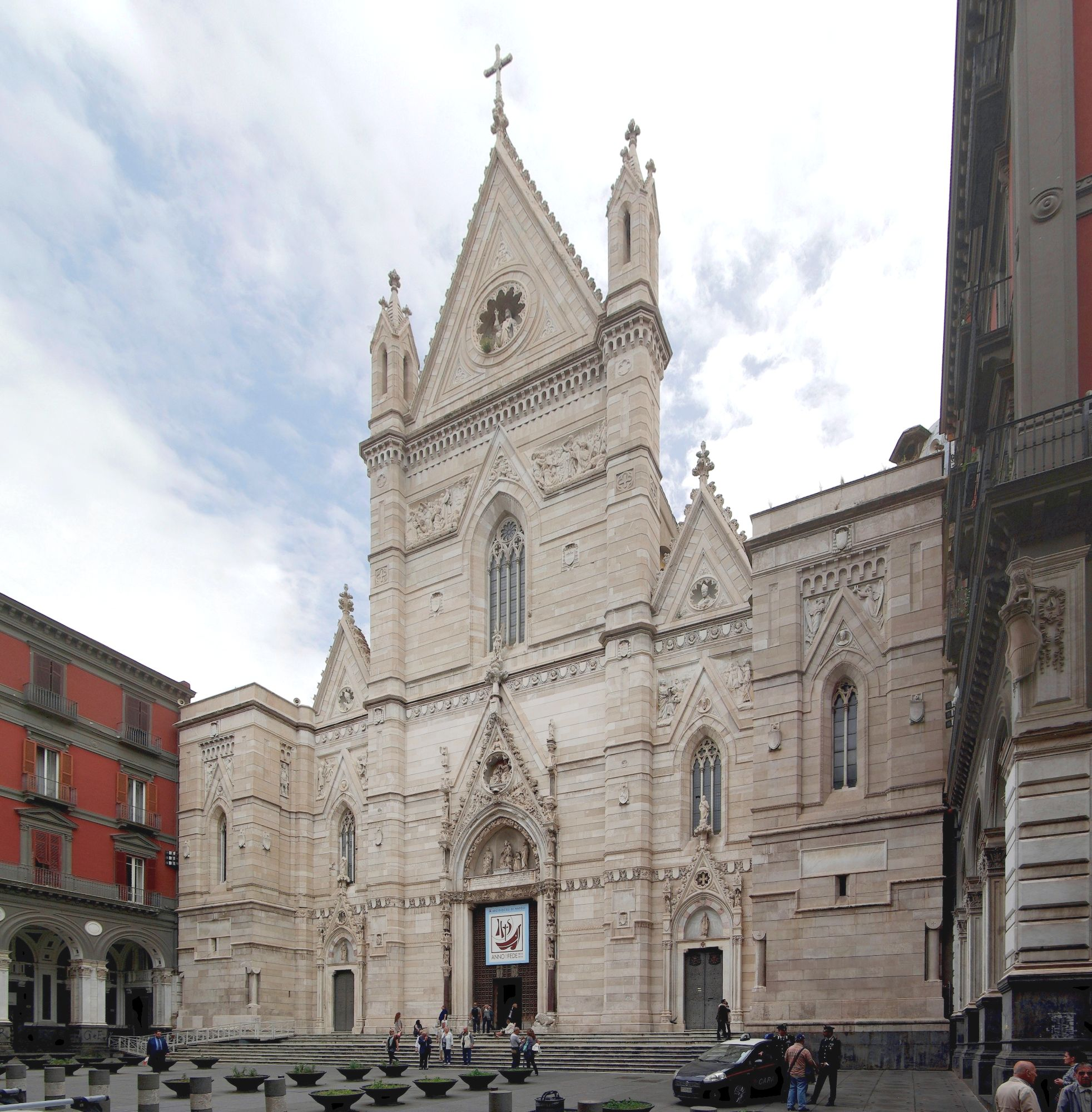
Piazzetta Guglia

Piazzetta Guglia del Duomo è anch'essa una delle piazzette più celebri della città in quanto su di essa si affaccia la cattedrale di Santa Maria Assunta. La piazza è oltremodo contornata su entrambi i lati da portici monumentali.

## Piazza Italia

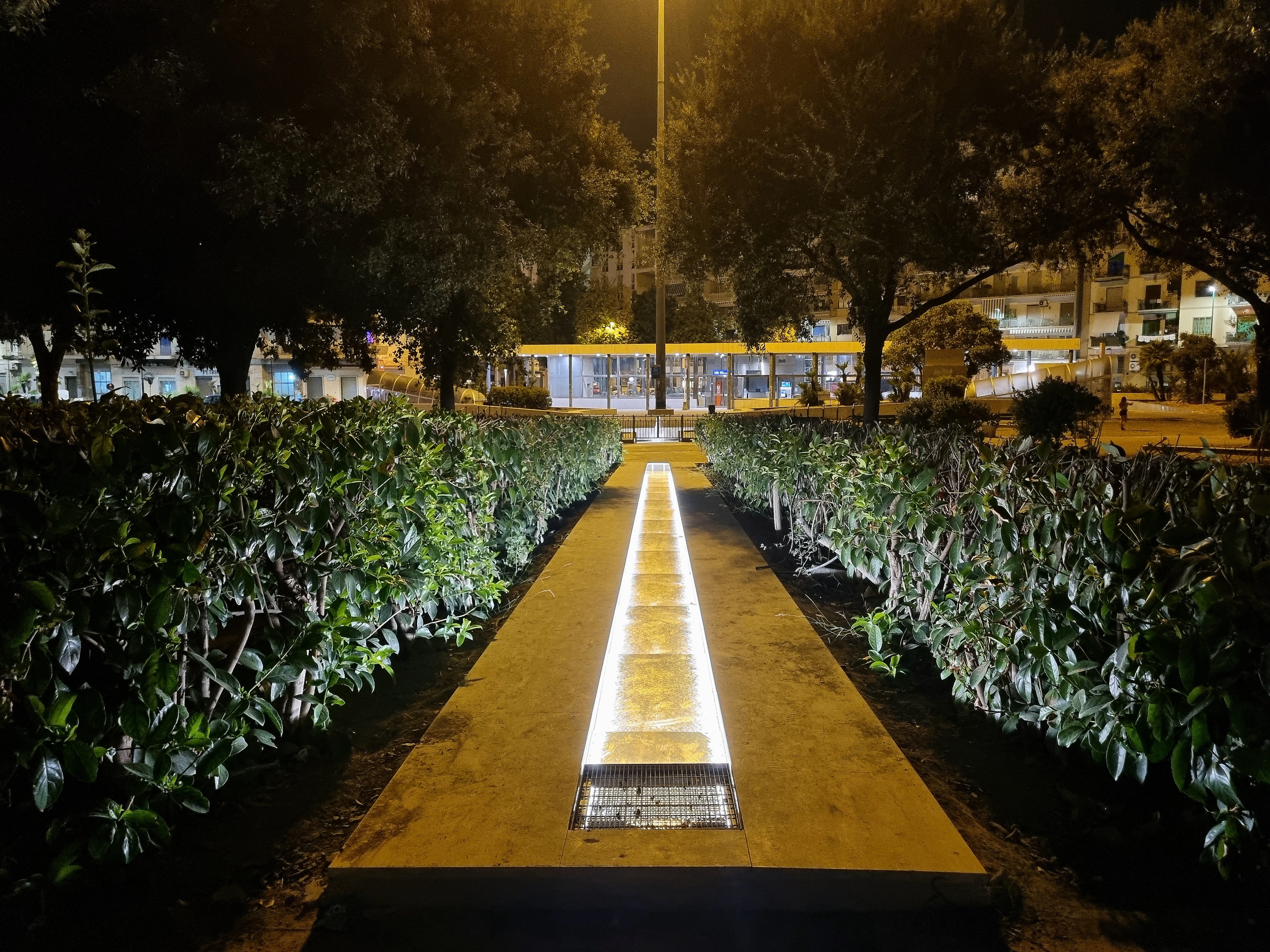
Vista notturna della fontana di piazza Italia

Piazza Italia è una delle piazze principali del quartiere di Fuorigrotta. Realizzata in epoca fascista, è stata oggetto di una profonda trasformazione urbanistica intorno al 2007, in concomitanza della realizzazione della stazione Lala della linea 6. Ospita una fontana che attraversa centralmente l'isola su cui sorge l'area verde della piazza.

## Piazza Luigi di Nocera

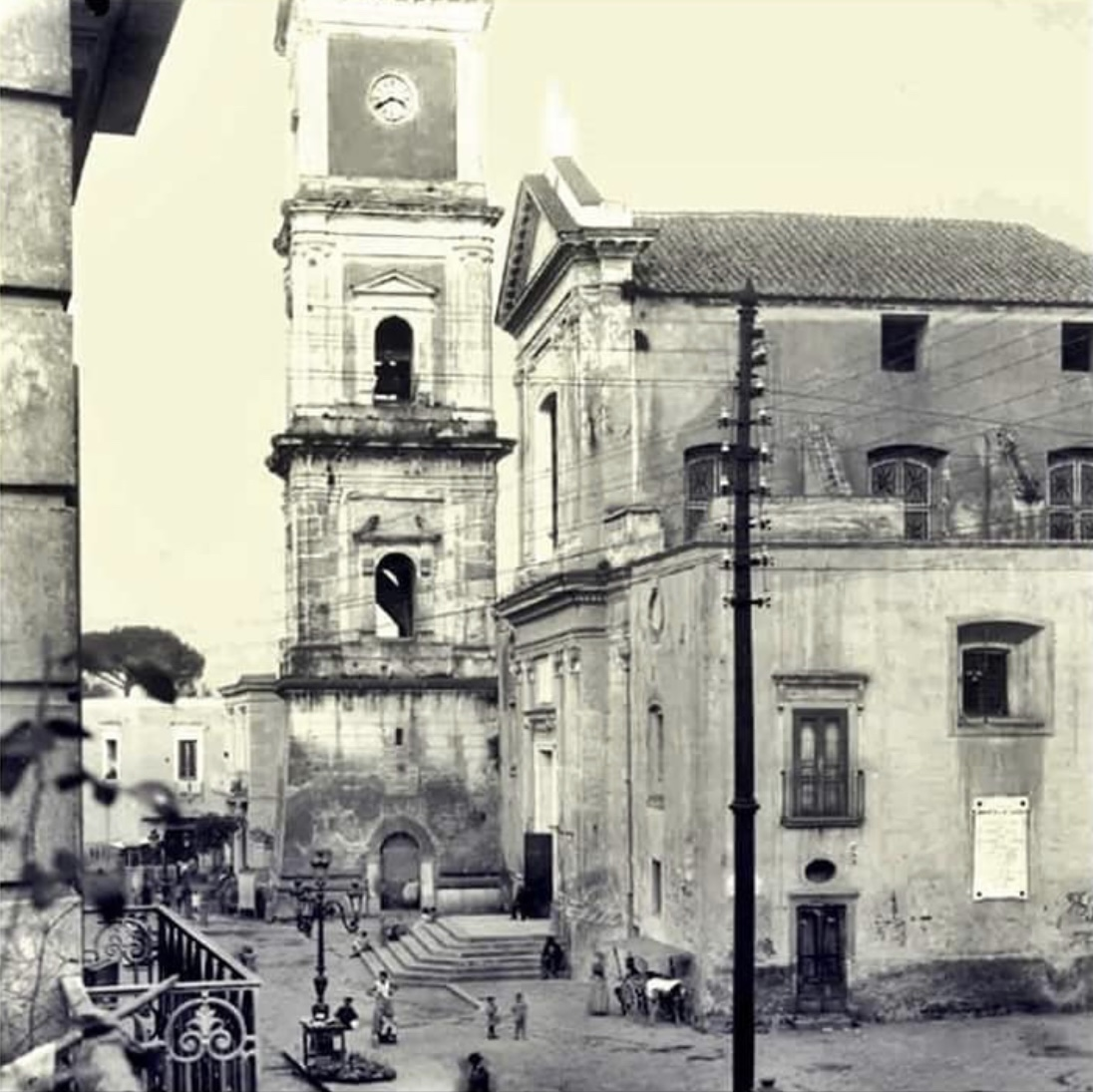
Piazza Luigi di Nocera in una foto di fine Ottocento

Piazza Luigi di Nocera è una delle maggiori piazze partenopee, nonché la principale e maggiormente antica piazza di Secondigliano, rilevante quartiere storico della città. Nella piazza sono infatti ubicati gli edifici più significativi della zona: la chiesa dei Santi Cosma e Damiano, edificata nel Medioevo e restaurata nel XVII secolo, e l'ex municipio dell'allora comune di Secondigliano, un tempo florido. È dedicata al comm. Luigi dei Conti di Nocera (1826-1902), banchiere ed industriale, promotore di grandi opere di pubblica utilità, tra cui la realizzazione di scuole, nosocomi, nuove strade e l'estensione della rete dell'acquedotto del Serino.

## Piazzale Madre Landi

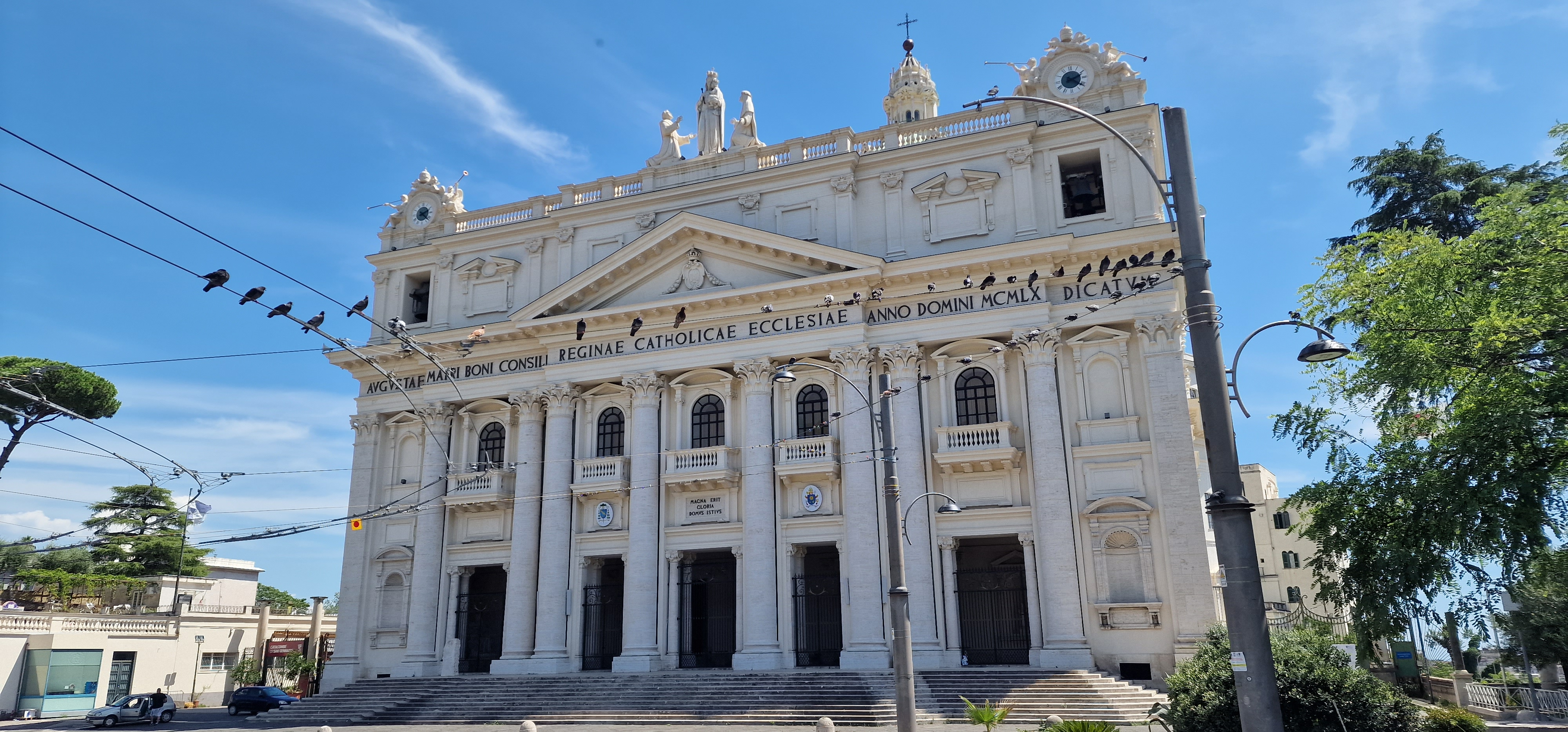
Piazzale Madre Landi

Piazza Madre Landi è situata ai margini del centro storico di Napoli ed ospita la basilica dell'Incoronata Madre del Buon Consiglio, della Piccola San Pietro, meta di pellegrinaggi. Oltremodo da qui è possibile accedere alle catacombe di San Gennaro.

## Piazza San Martino

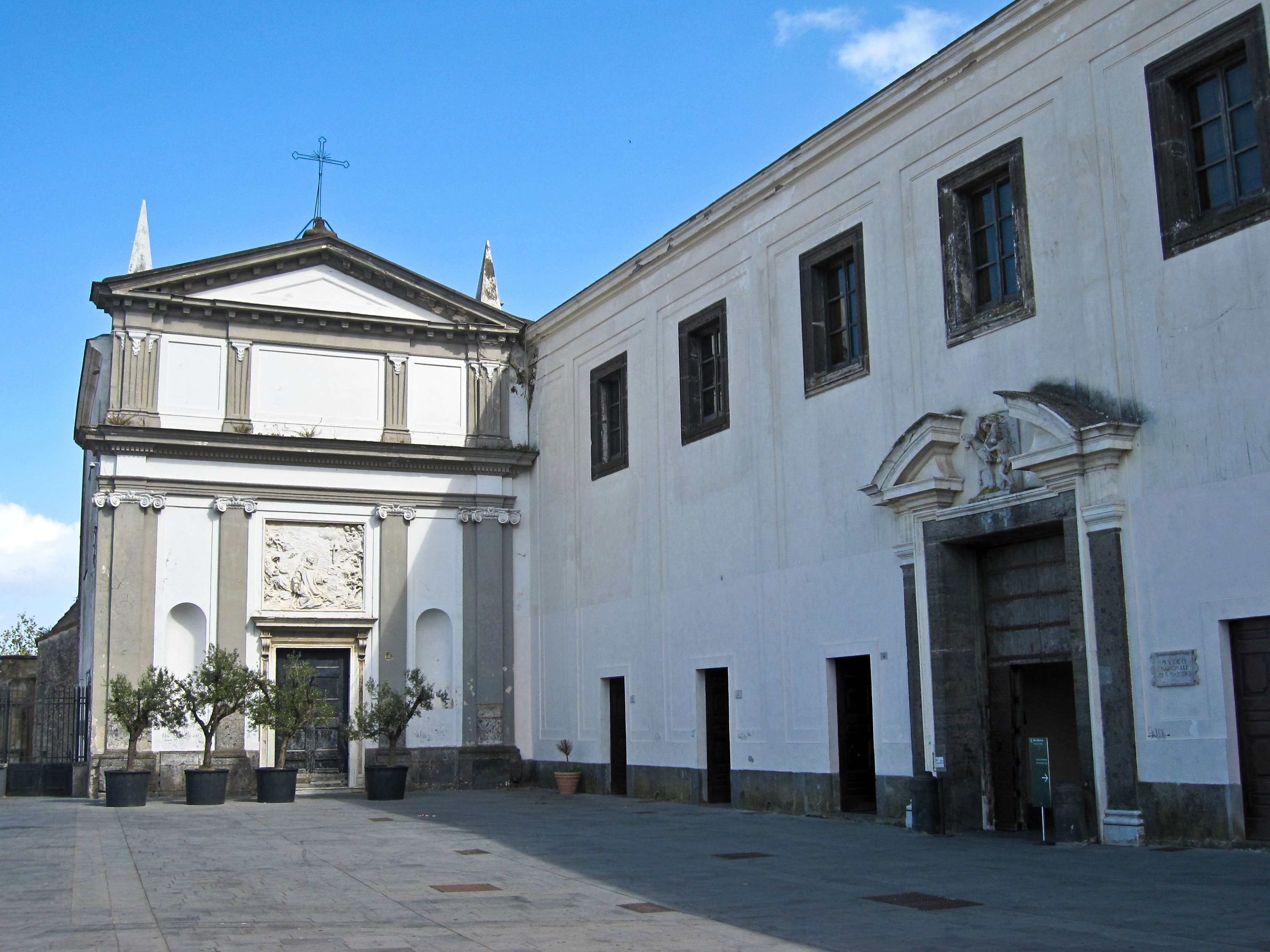
Piazza San Martino

Situata nel quartiere Vomero, si tratta dello spiazzale della Certosa di San Martino. Da essa dipartono i celeberrimi 404 scalini della Pedamentina.

## Piazza dei Martiri

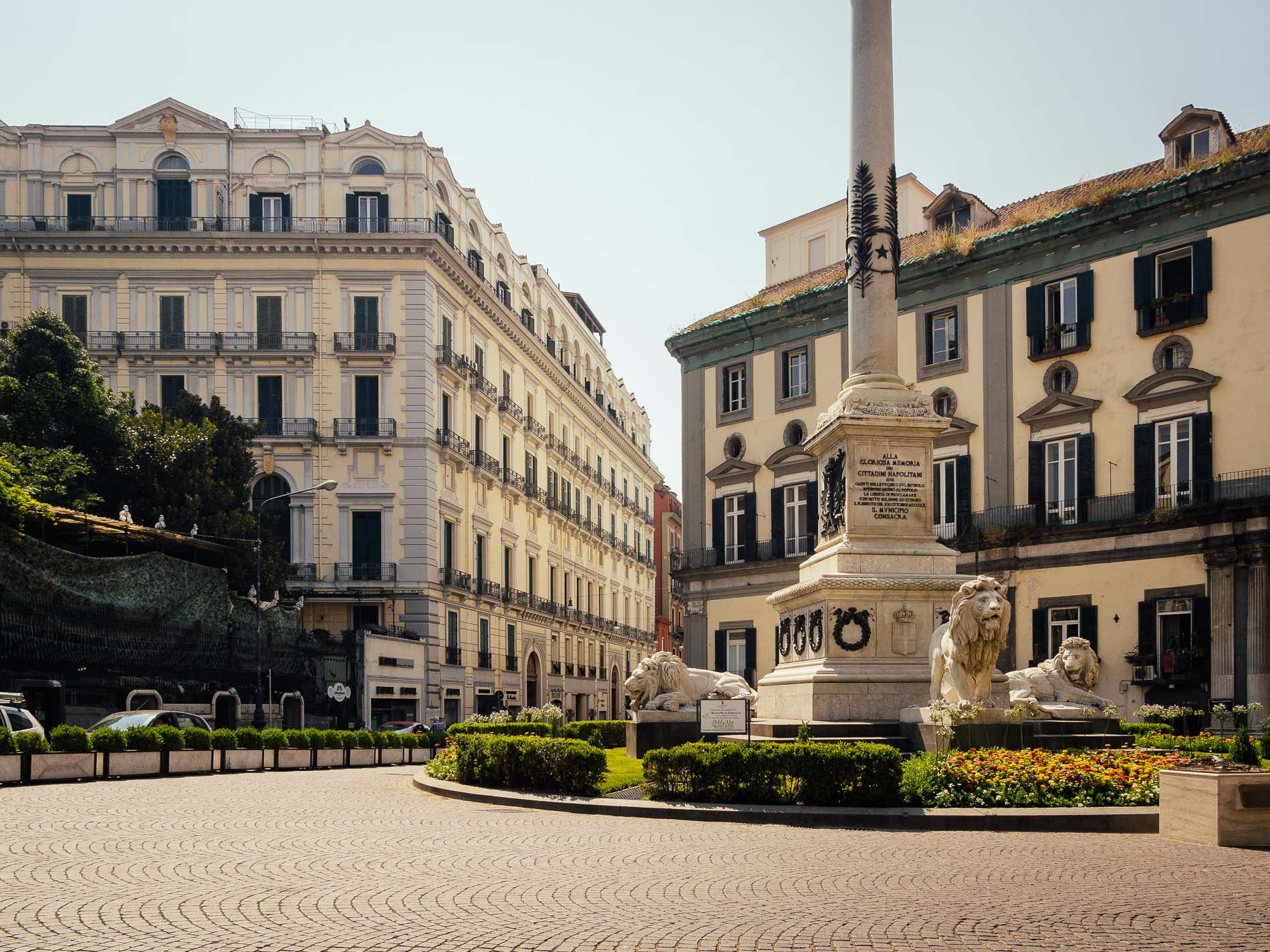
Piazza dei Martiri

L'espansione urbanistica napoletana, per secoli, fu contenuta all'interno delle mura; questa piazza, sorta intorno al Seicento, col nome di Piazza della Pace, fu una delle prime costruzioni-simbolo delle espansioni ad ovest. Essa è di forma triangolare ed è dedicata a tutti i napoletani caduti per la libertà. Il monumento rappresentativo è costituito da un obelisco circondato da quattro leoni di marmo; sulla sommità la statua che simboleggia la Virtù dei martiri. Intorno si innalzano palazzi monumentali, tra cui uno progettato da Luigi Vanvitelli (palazzo Calabritto).

## Piazza Matteotti

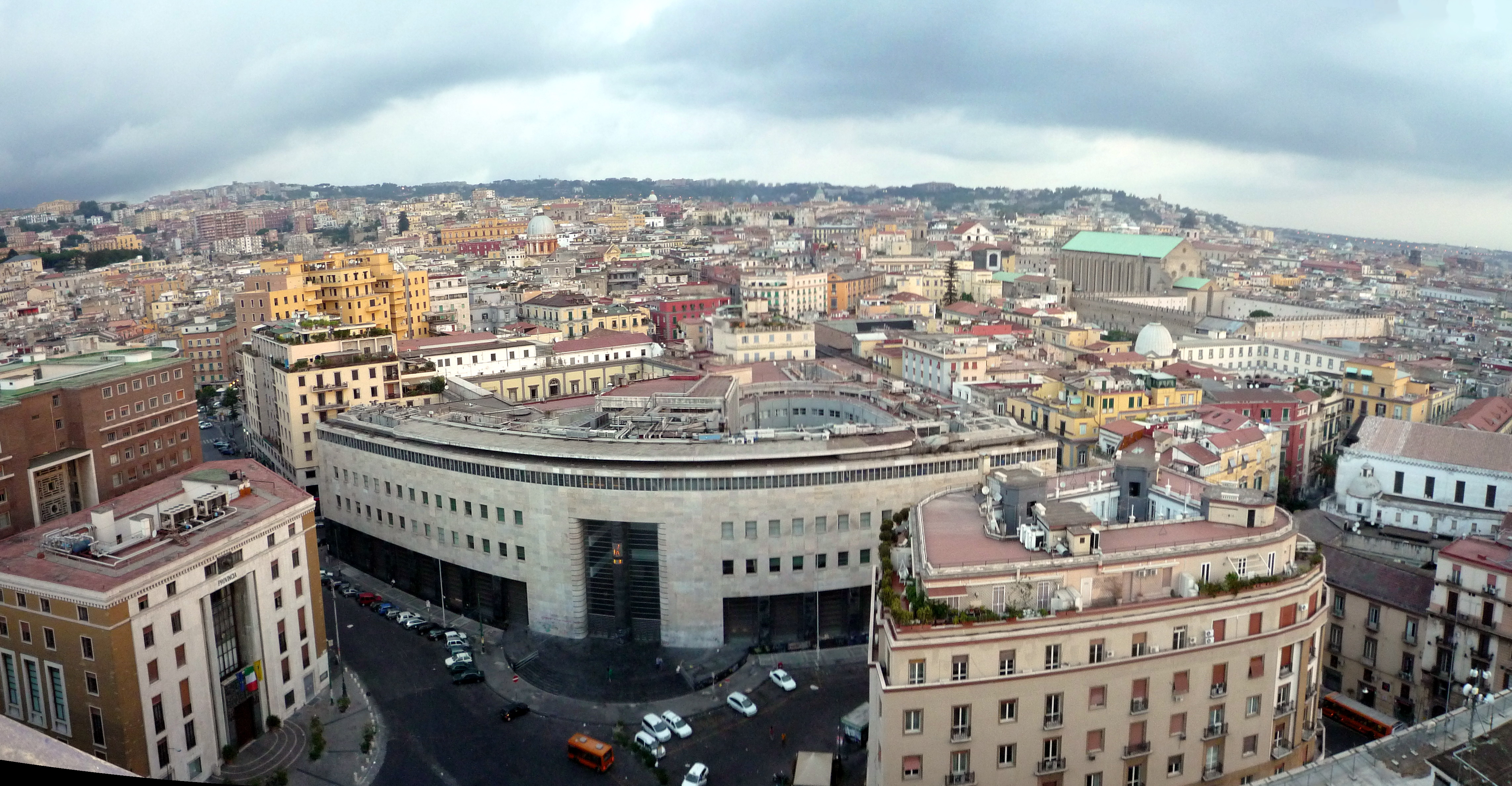
Piazza Matteotti

Piazza Matteotti è una delle piazze del centro più mounumentali della città. Su di essa affacciano i pregevoli palazzi costruiti in epoca fascista secondo lo stile razionalista, dei quali citiamo il palazzo Matteotti sede della provincia e il palazzo delle Poste.

## Piazza Mazzini
È sita nel quartiere Avvocata, esattamente nel punto in cui si incrociano il Corso Vittorio Emanuele e via Salvator Rosa. Nonostante sia intitolata al Mazzini, l'ottocentesca statua marmorea ivi visibile raffigura Paolo Emilio Imbriani, patriota, giurista, senatore e sindaco di Napoli.

## Piazza Mercadante
La piazza, di forma semicircolare, sorge lungo il Corso Vittorio Emanuele ed è figlia di una colmata effettuata nella prima metà del XX secolo. Solo nel dopoguerra ha assunto la denominazione attuale con il collocamento al centro della statua marmorea di Saverio Mercadante scolpita da Tito Angelini nel 1876 e proveniente da via Medina.

## Piazza del Mercato

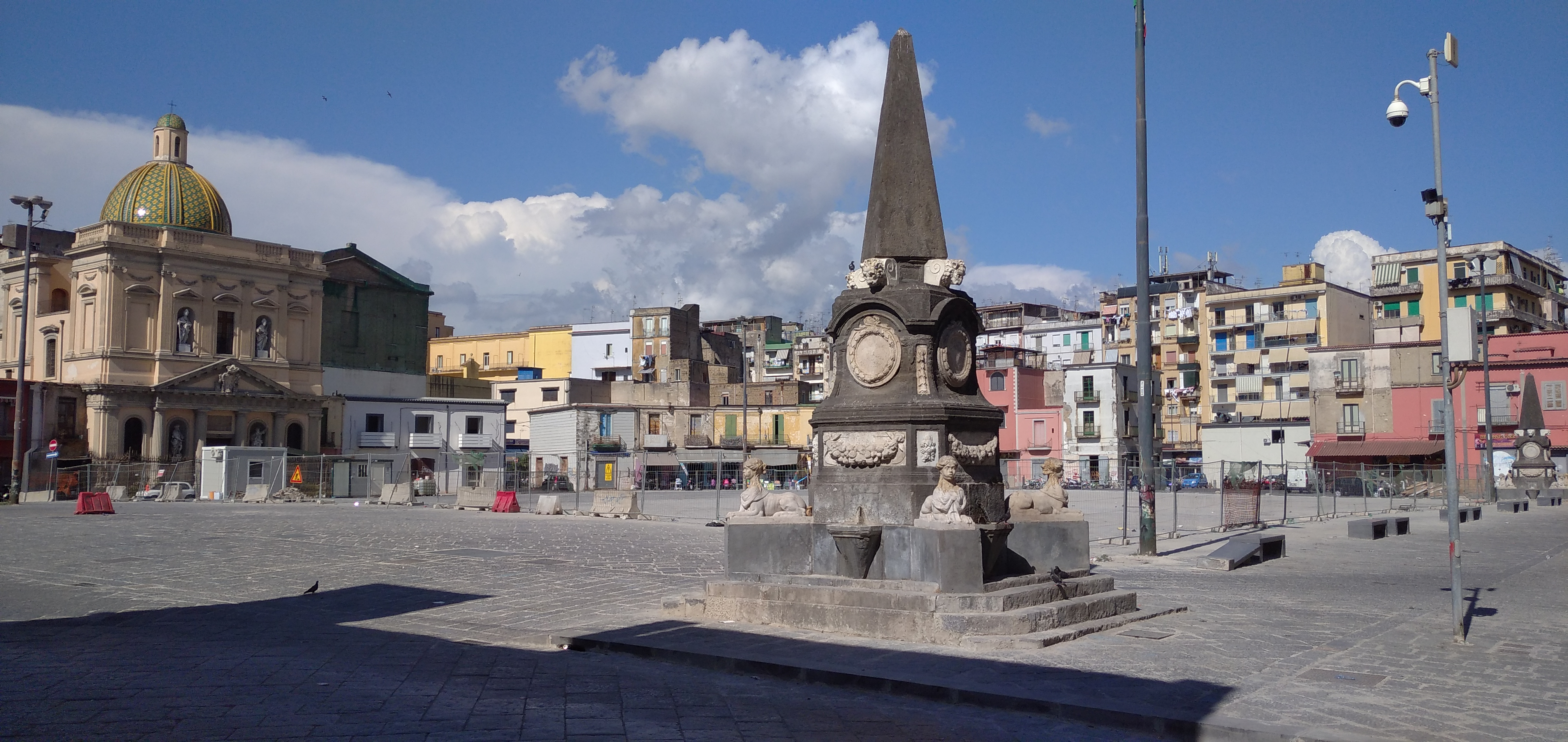
Piazza del Mercato

Piazza del Mercato con i suoi 28000 m² è una delle più grandi piazze di Napoli. Storicamente, era qui che si svolgevano le esecuzioni capitali, conseguenza verificatasi in seguito alla decapitazione di Corradino di Svevia. Gli Angioini dapprima ne fecero un grande centro commerciale cittadino e snodo fondamentale dei traffici provenienti da tutto il Mediterraneo. La piazza è caratterizzata da una netta influenza egiziana: lo slargo mostra infatti due fontane costituite da obelischi piramidali circondati da quattro sfingi. Inoltre qui sorgono le chiese di Santa Croce e Purgatorio al Mercato e di Sant'Eligio Maggiore. La piazza, a dispetto della sua centralità storica e nonostante le discrete opere di riqualificazione, è oggi una sorta di periferia del centro storico. Dopo i pesanti danni subìti durante la seconda guerra mondiale, la piazza venne offesa anche a causa della speculazione edilizia del dopoguerra, in particolare con la costruzione dell'enorme barriera costituita da palazzo Ottieri.

## Piazzetta Miraglia

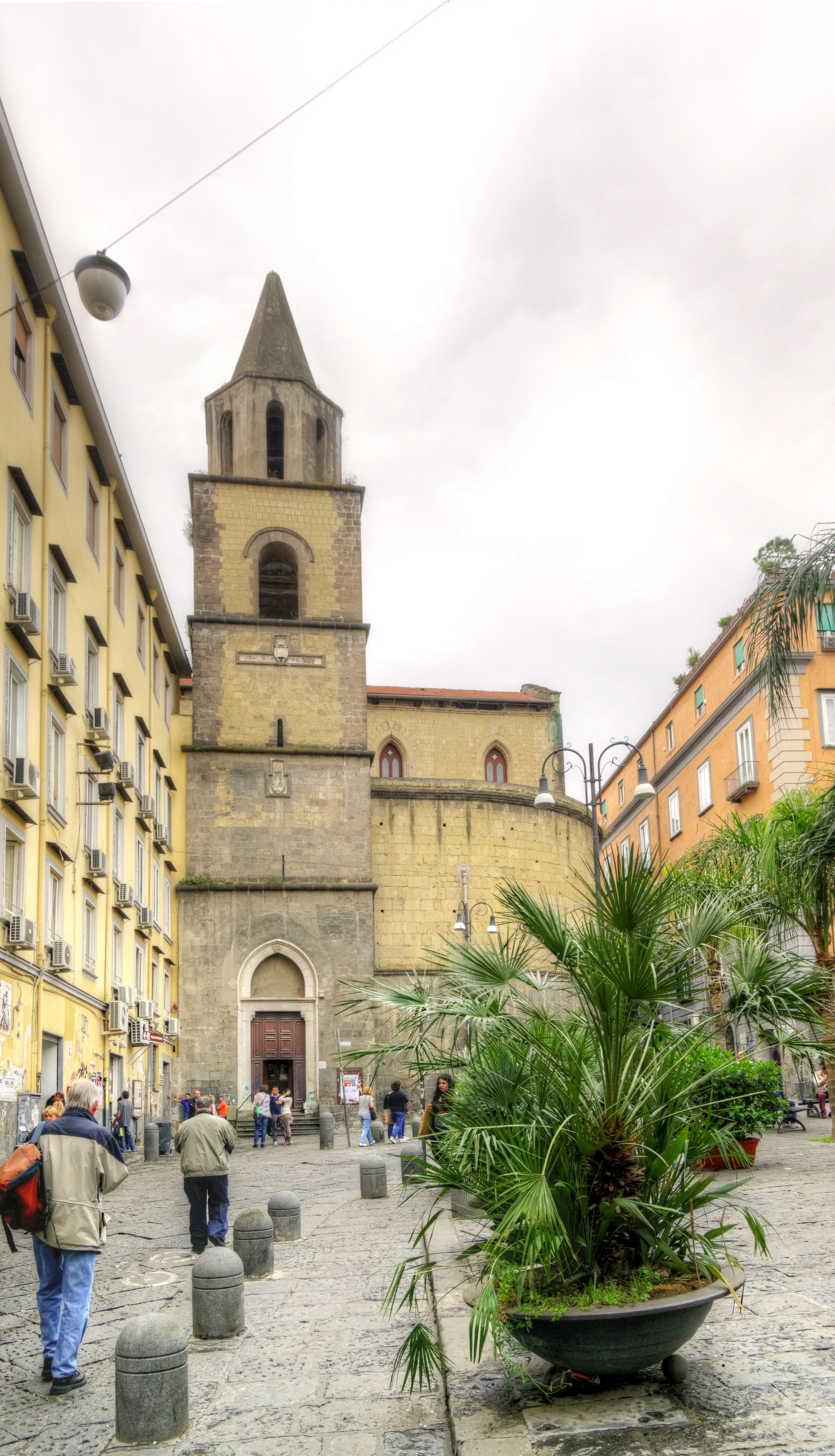
Piazzetta Miraglia

Piazzetta Miraglia è una delle piazzette del centro storico della città. Su di essa insistono numerose ed importanti emergenze monumentali, come la cappella dei Pontano, la chiesa della Croce di Lucca e la chiesa di Santa Maria Maggiore alla Pietrasanta.

## Piazza Monteoliveto

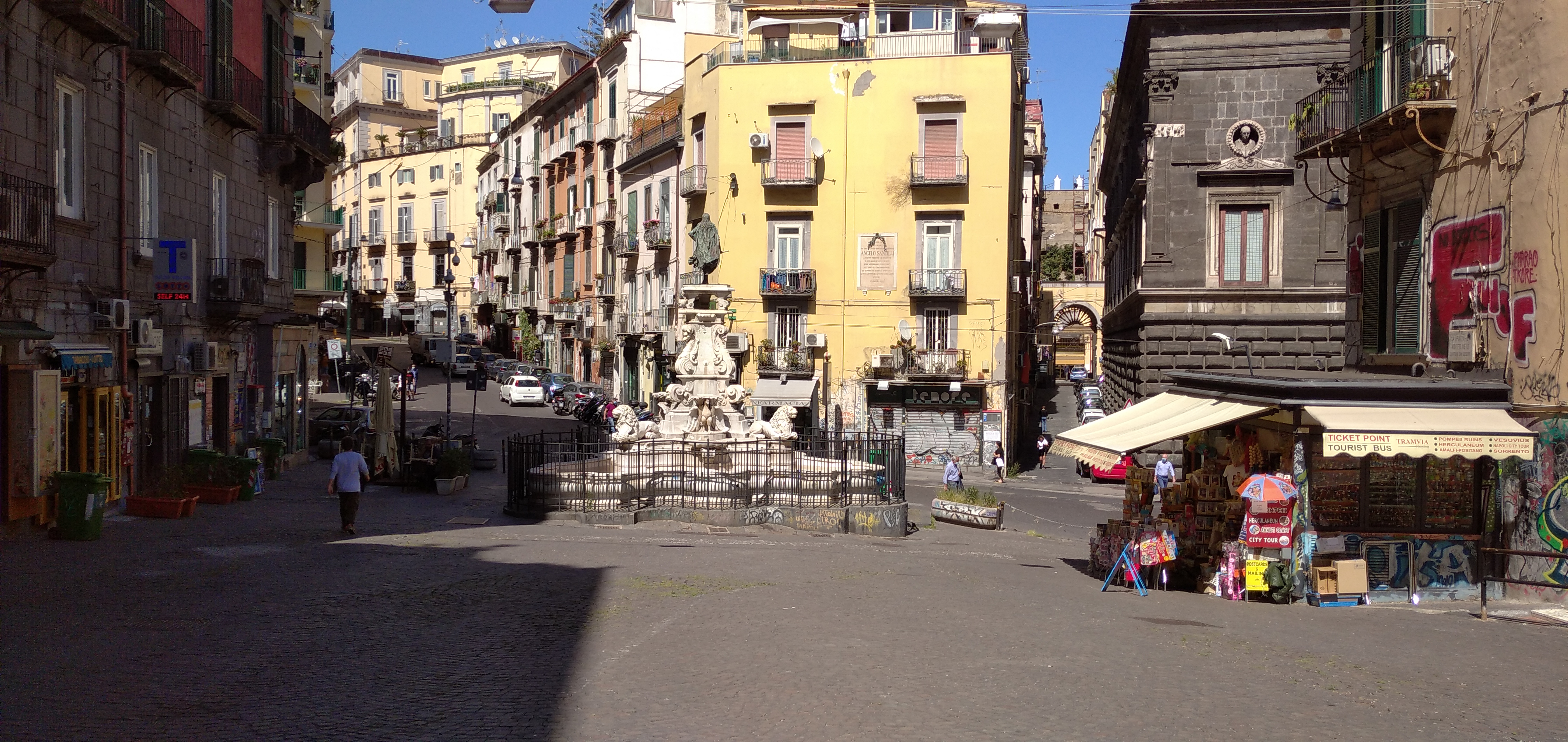
Piazza Monteoliveto

Il popolo l'ha sempre chiamata largo Monteoliveto e non piazza, perché in effetti dà l'idea più di uno slargo, o meglio di un quadrivio; il luogo è attraversato da via Sant'Anna dei Lombardi, via Monteoliveto e via Trinità Maggiore. La piazza è importante soprattutto perché conserva tre opere di alto valore storico ed architettonico: la fontana di Monteoliveto, la chiesa di Sant'Anna dei Lombardi ed il palazzo Orsini di Gravina (insolita testimonianza dell'unione di due architetture, quella toscana e quella romana). Palazzo Gravina è stato anche protagonista di importanti vicende storiche (qui visse papa Benedetto XIII) quali la Repubblica Partenopea e i moti liberali del 1848.

## Piazza del Municipio

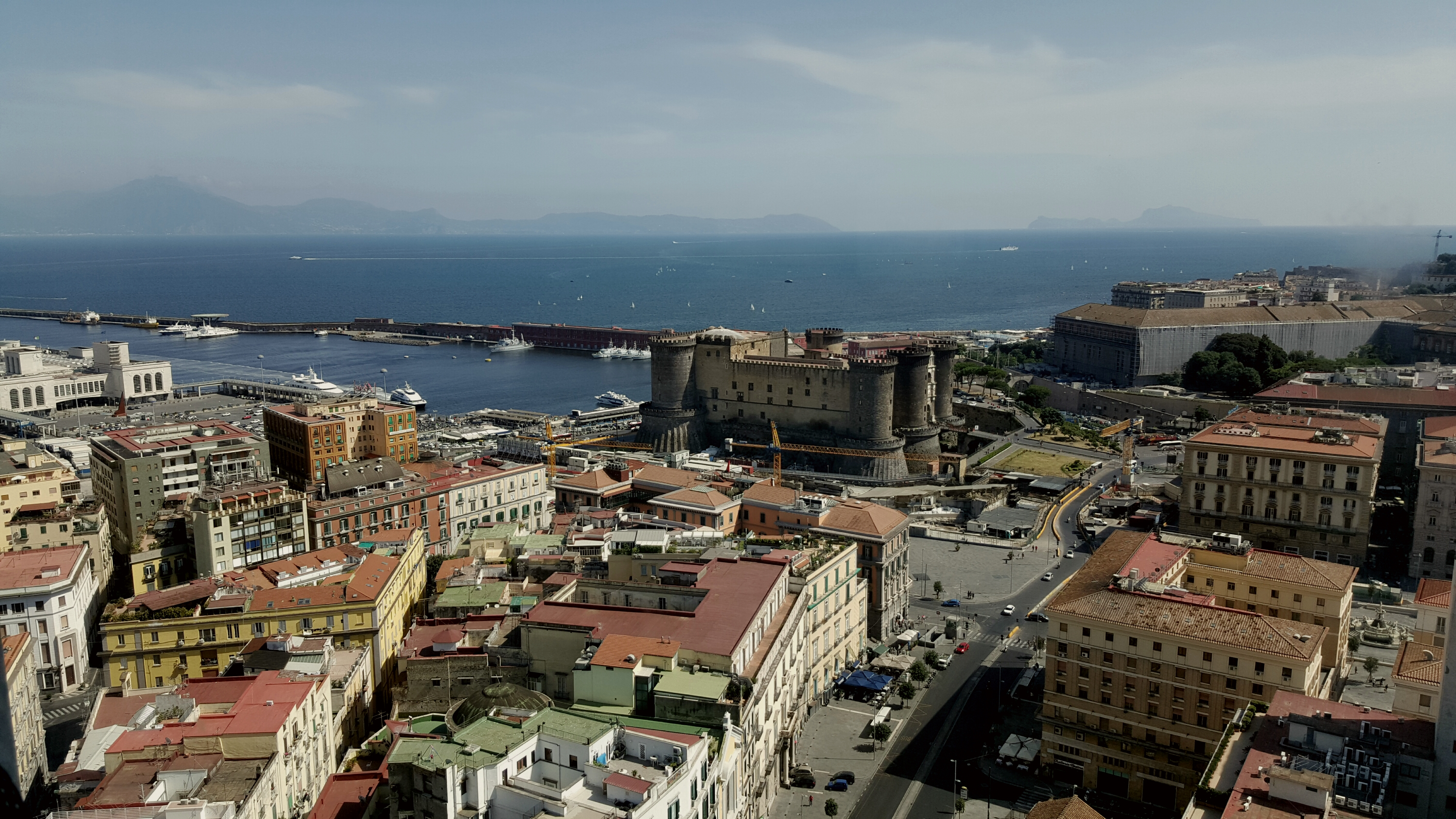
Piazza del Municipio

La piazza, un tempo nota come Largo del Castello, con i suoi 42000 m² (escludendo però la zona portuale della stazione marittima) è una delle più grandi d'Europa; di forma semi-rettangolare, deve la sua fama alla presenza di Castel Nuovo, mentre sul lato orientale vi è il Teatro Mercadante. La piazza si trova in prossimità del porto e, storicamente, fu teatro di grandi partenze di massa (gli emigranti che giunti a Napoli partivano per le Americhe). Oggi segue ancora la sua vocazione storica in quanto sede del potere della città: su di essa insiste il palazzo San Giacomo, voluto da Ferdinando I di Borbone, mentre nell'interno sorge la pontificia Reale Basilica di San Giacomo degli Spagnoli.

## Piazza Nazionale

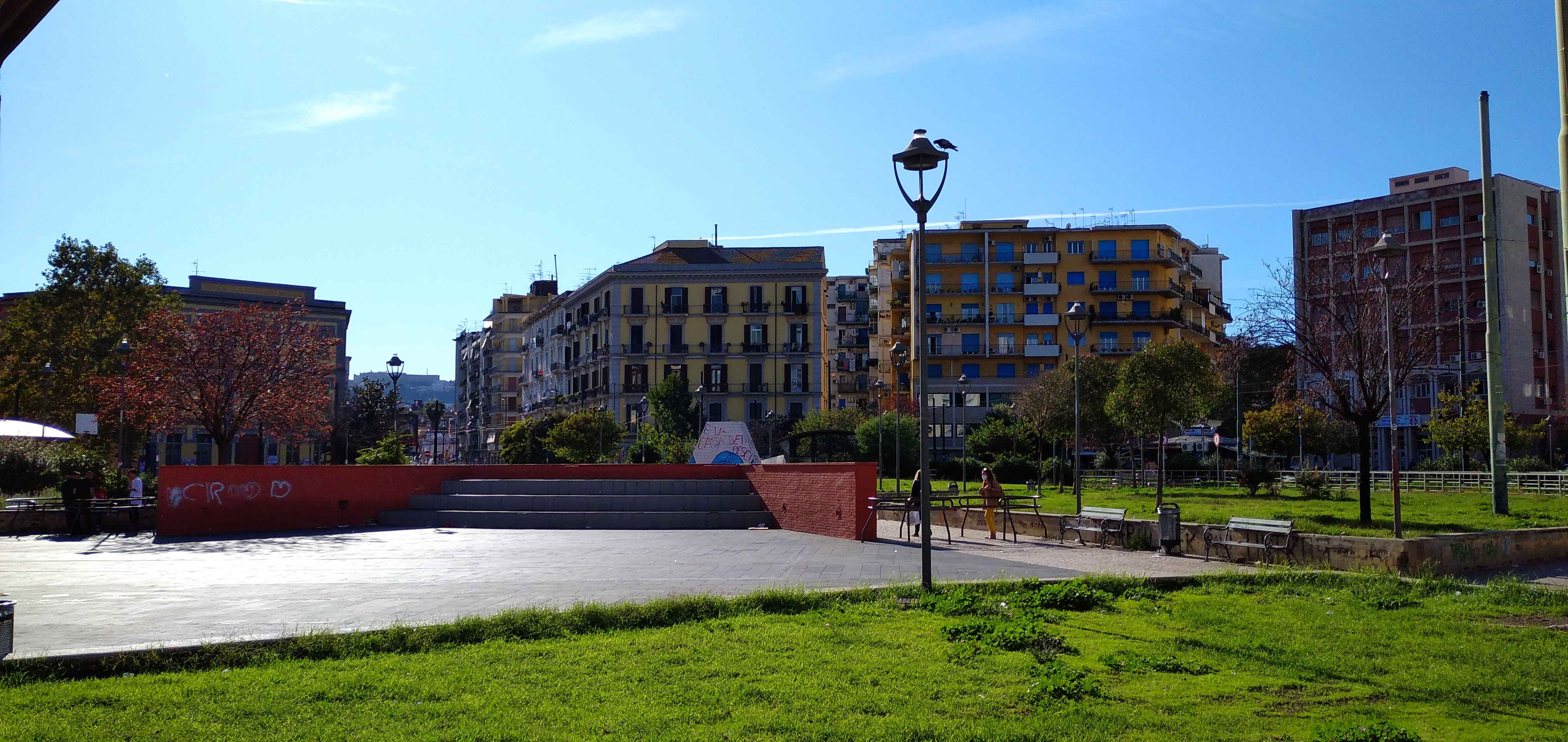
Piazza Nazionale (in parte formata ancora da edifici ottocenteschi)

Piazza Nazionale è una grande piazza frutto del periodo del Risanamento, anche se al giorno d'oggi una parte dello slargo è composta non più da edifici ottocenteschi ma da edifici frutto della speculazione edilizia post-bellica che sostituì i palazzi danneggiati durante i bombardamenti.

## Piazzetta Nilo

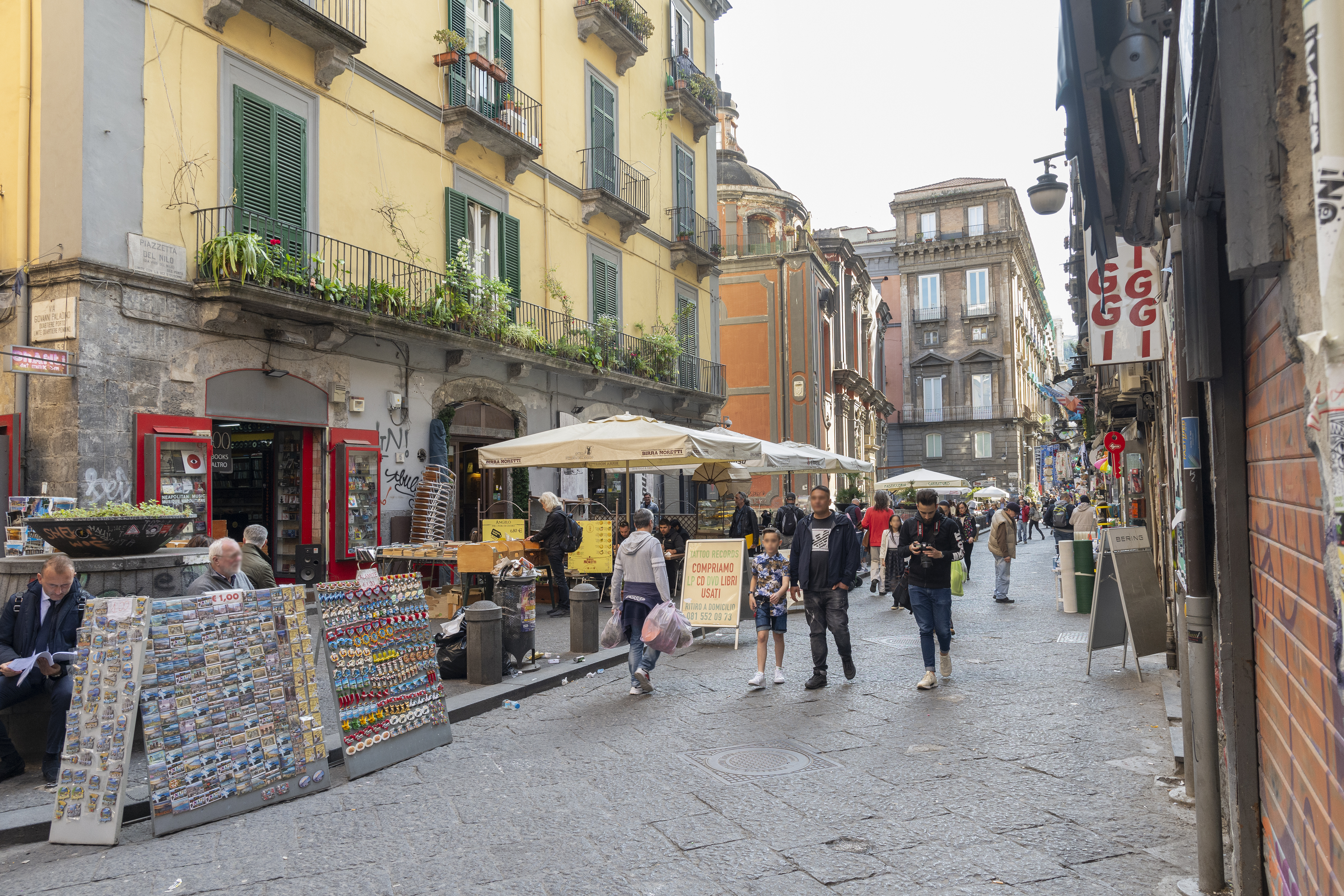
Piazzetta Nilo

Piccola piazzetta posta al centro tra due luoghi d'importanza storico-artistica elevatissima: piazza San Domenico Maggiore e largo corpo di Napoli. Spicca sulla piazzetta la monumentale chiesa di Sant'Angelo a Nilo, eretta inizialmente in stile gotico ed arricchita secondo il gusto catalano, per essere poi completamente rimaneggiata secondo gli stilemi del barocco.

## Piazza Nolana

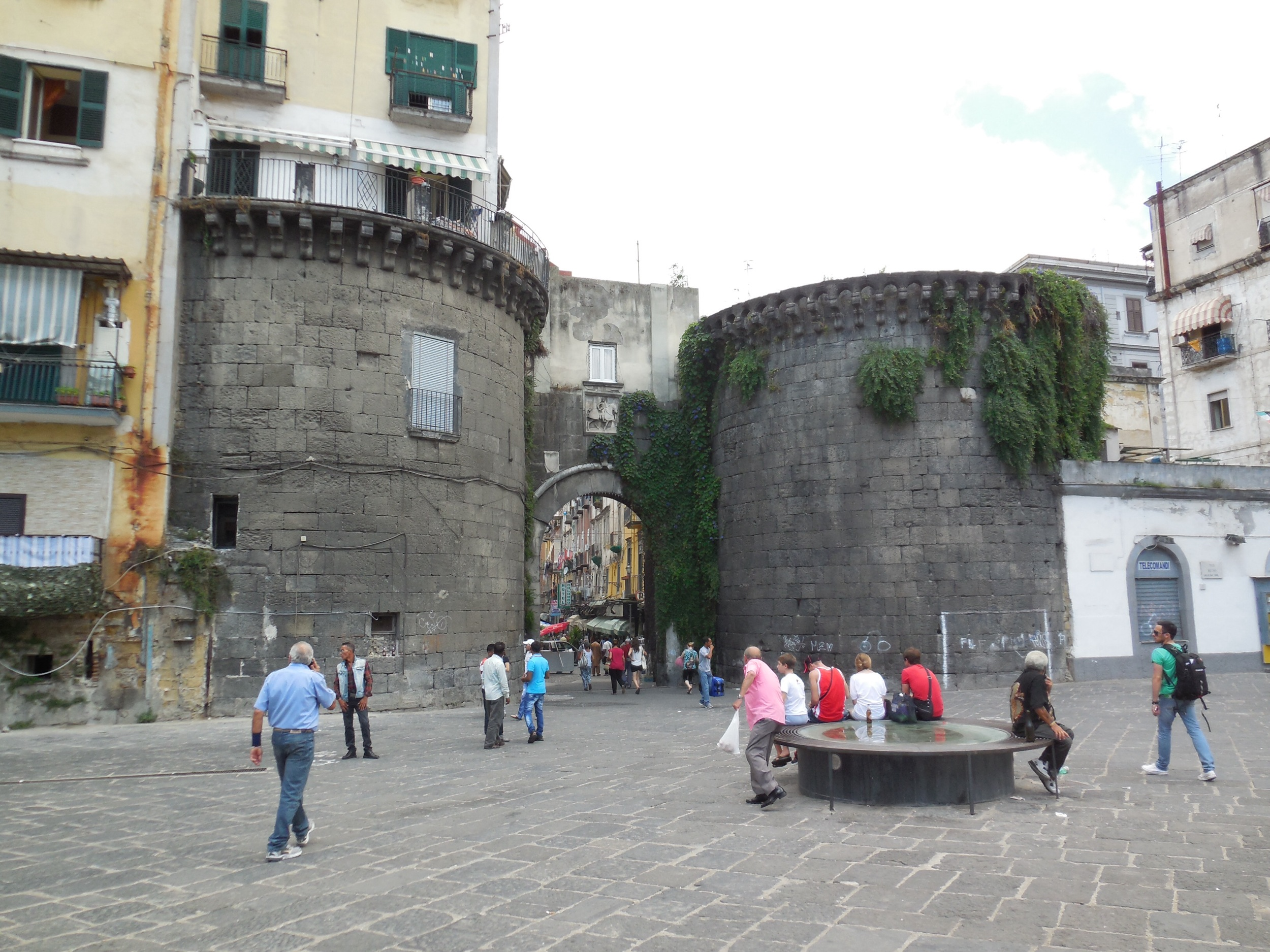
Piazza Nolana

Piazza Nolana è una delle piazze del centro storico. Su di essa affacciano l'omonima porta e il palazzo dei Telefoni.

## Piazza Piedigrotta

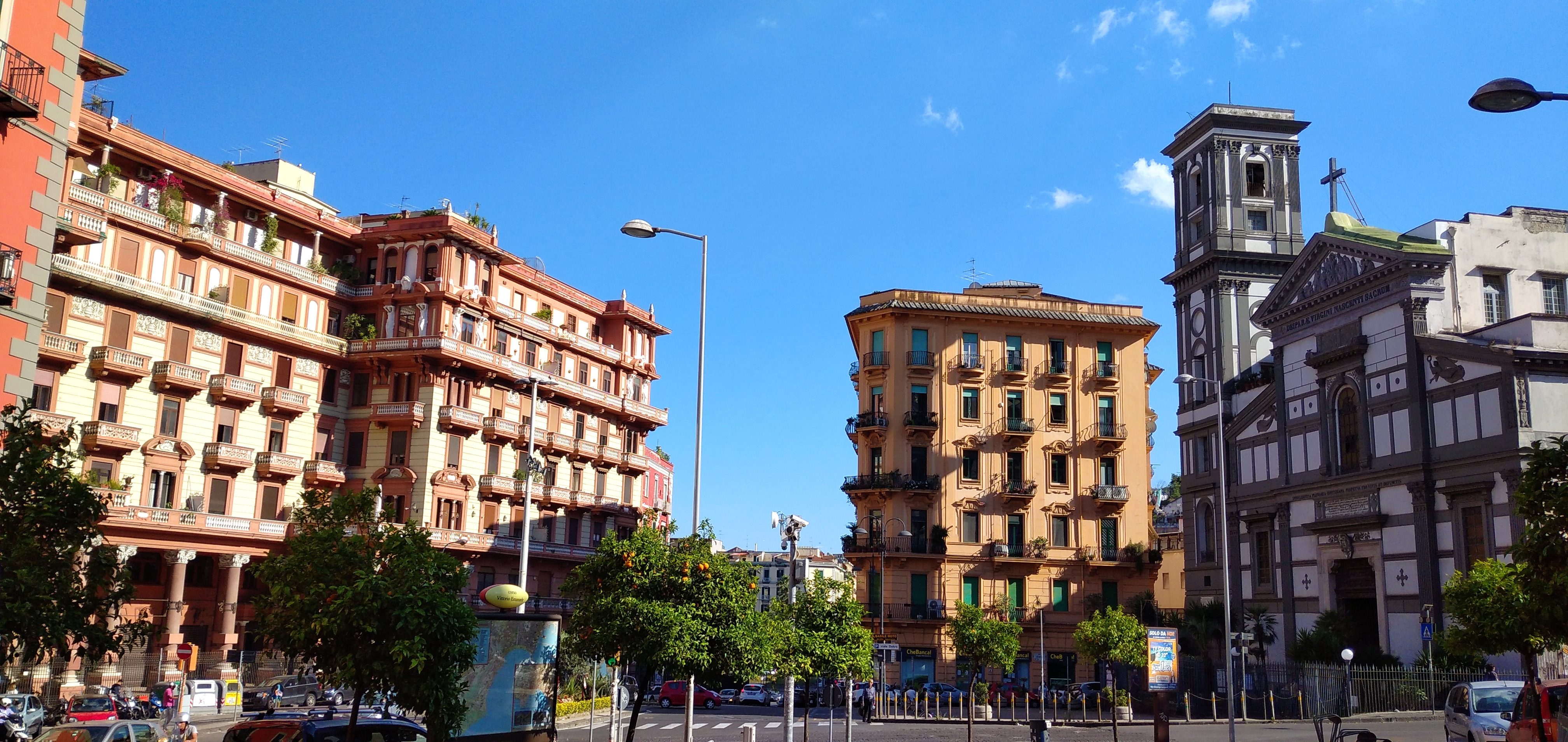
Piazza Piedigrotta

Piazza Piedigrotta è di forma irregolare. Storicamente è stata teatro di una delle più grandi tradizioni popolari: la festa di Piedigrotta, una festa che mescola credenze cattoliche a quelle pagane. Su di essa, di scorcio, la monumentale stazione di Napoli Mergellina (anni venti del XX secolo), l'imponente fascino del palazzo Odeon e la chiesa di Santa Maria di Piedigrotta, meta di pellegrinaggi.

## Piazza del Plebiscito

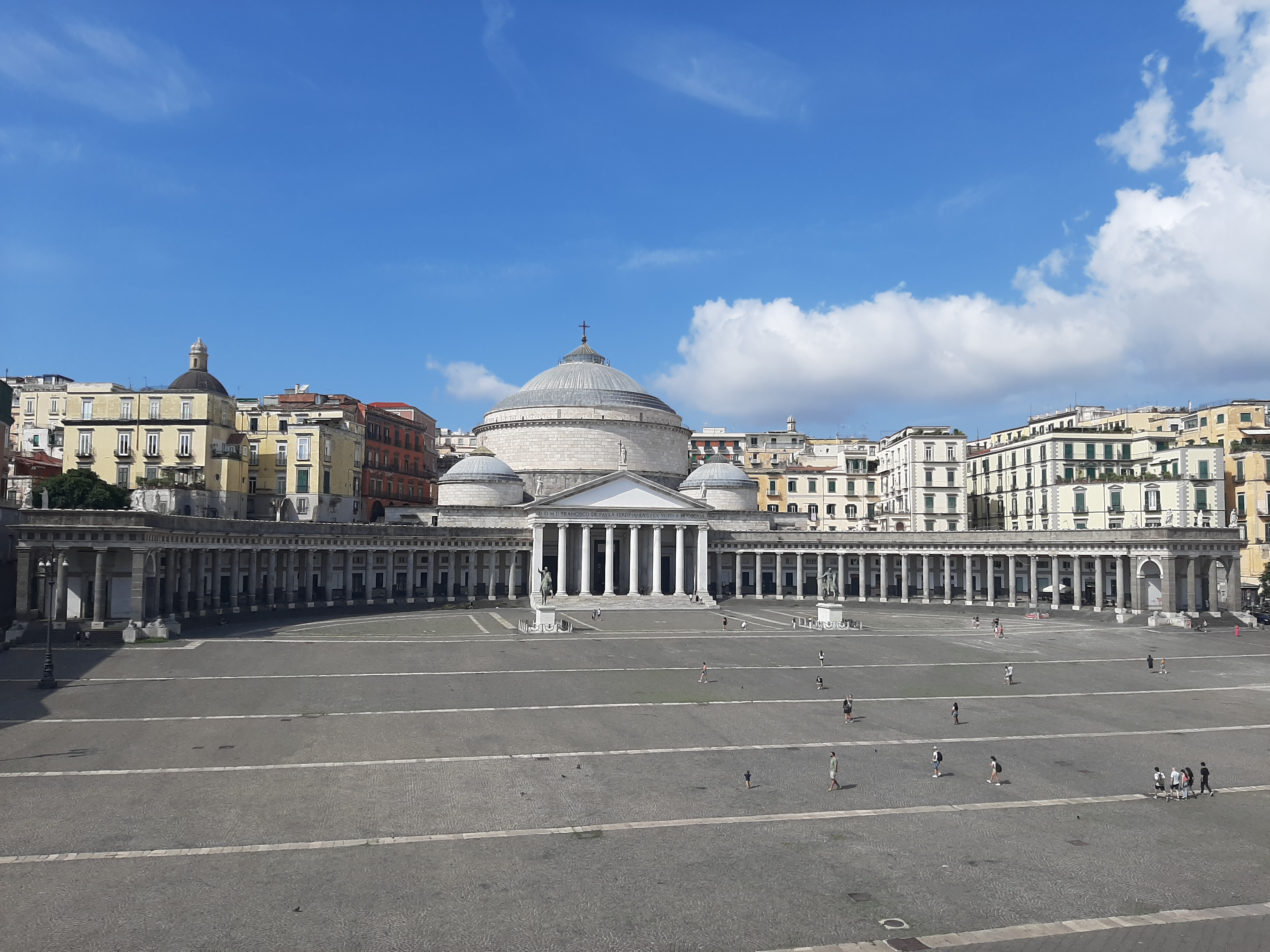
Piazza del Plebiscito

La Piazza del Plebiscito di Napoli fu per secoli uno slargo irregolare, dove si svolgevano le feste popolari attorno alle cosiddette macchine da festa, che venivano periodicamente innalzate da grandi architetti (famose quelle di Ferdinando Sanfelice e di Francesco Maresca). Solo dall'inizio del Seicento in poi fu gradatamente "regolarizzata", anche a causa della costruzione del nuovo Palazzo Reale, opera di Domenico Fontana. Ma fu solo all'inizio dell'Ottocento, durante il periodo napoleonico, che la piazza cambiò completamente volto. Per ordine dei monarchi francesi, essa fu interamente ridisegnata e ripensata: furono demoliti i troppi edifici religiosi che ne limitavano lo spazio ed impedivano di inserirla al meglio nel contesto urbano circostante ed in luogo di essi vennero eretti palazzi di stato, a cornice del famoso emiciclo dorico in pietra lavica e marmo, voluto da Gioacchino Murat su disegno di Leopoldo Laperuta, al centro del quale avrebbe dovuto essere un altro edificio civile, consacrato ai fasti dei napoleonici. Al centro del colonnato spicca invece la basilica di San Francesco di Paola, che ne è l'elemento dominante e fu eretta da Ferdinando I, come ex voto per aver riconquistato il regno dopo il decennio di dominio francese. Isolate sulla piazza, di fronte alla basilica, s'innalzano le statue equestri di Carlo III di Borbone e di Ferdinando I.

## Piazza della Repubblica

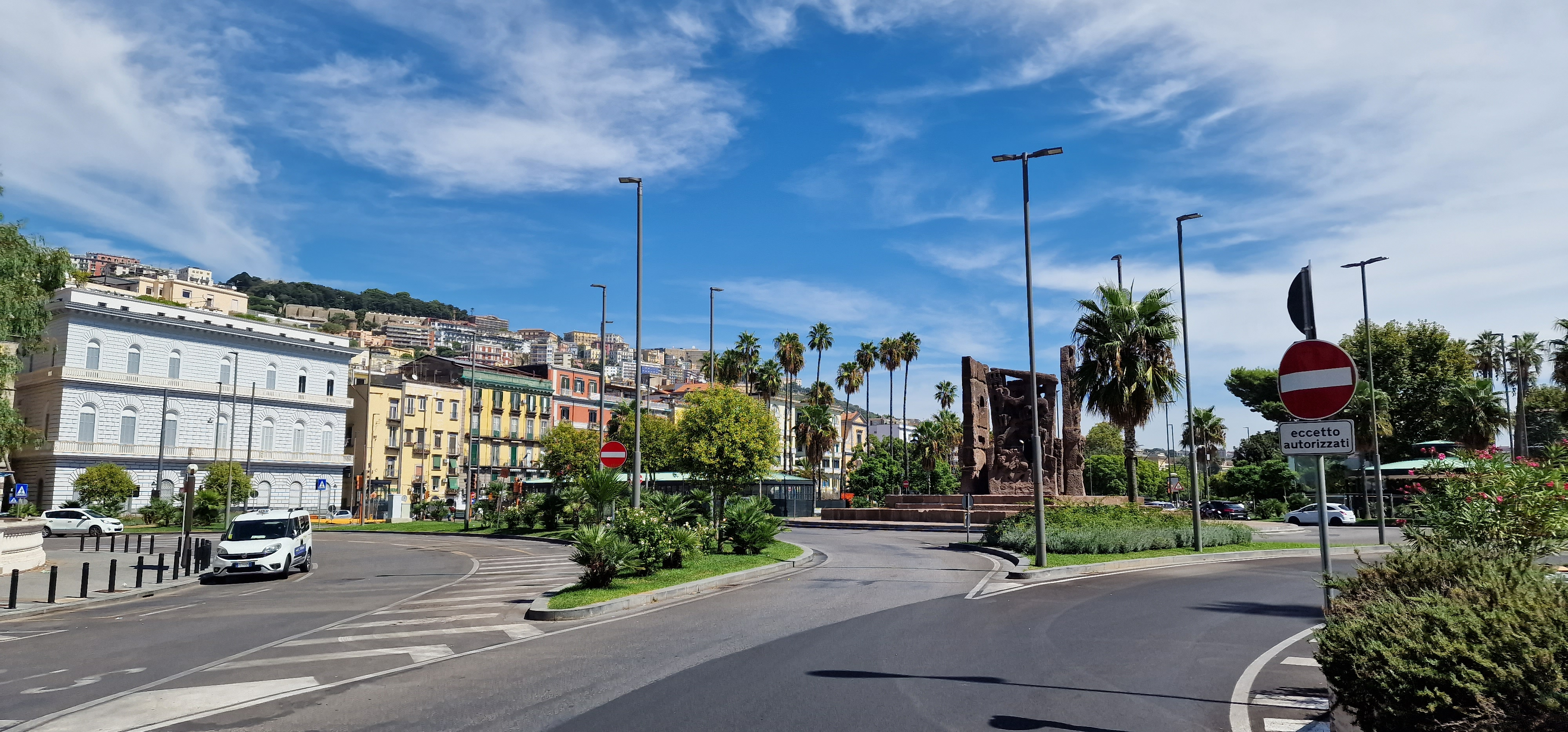
Piazza della Repubblica

Piazza della Repubblica è una delle piazze che sfociano sul lungomare di Napoli. È caratterizzata dal monumento dedicato alle Quattro giornate di Napoli; infatti, la città fu la prima grande città in Europa a liberarsi da sola, senza l'aiuto alleato, dall'occupante tedesco. Il monumento è curato anche con pannelli di Marino Mazzacurati. Inoltre qui sorge il palazzo Guevara di Bovino, opera neorinascimentale di Giuseppe Pisanti.

## Piazza San Domenico Maggiore

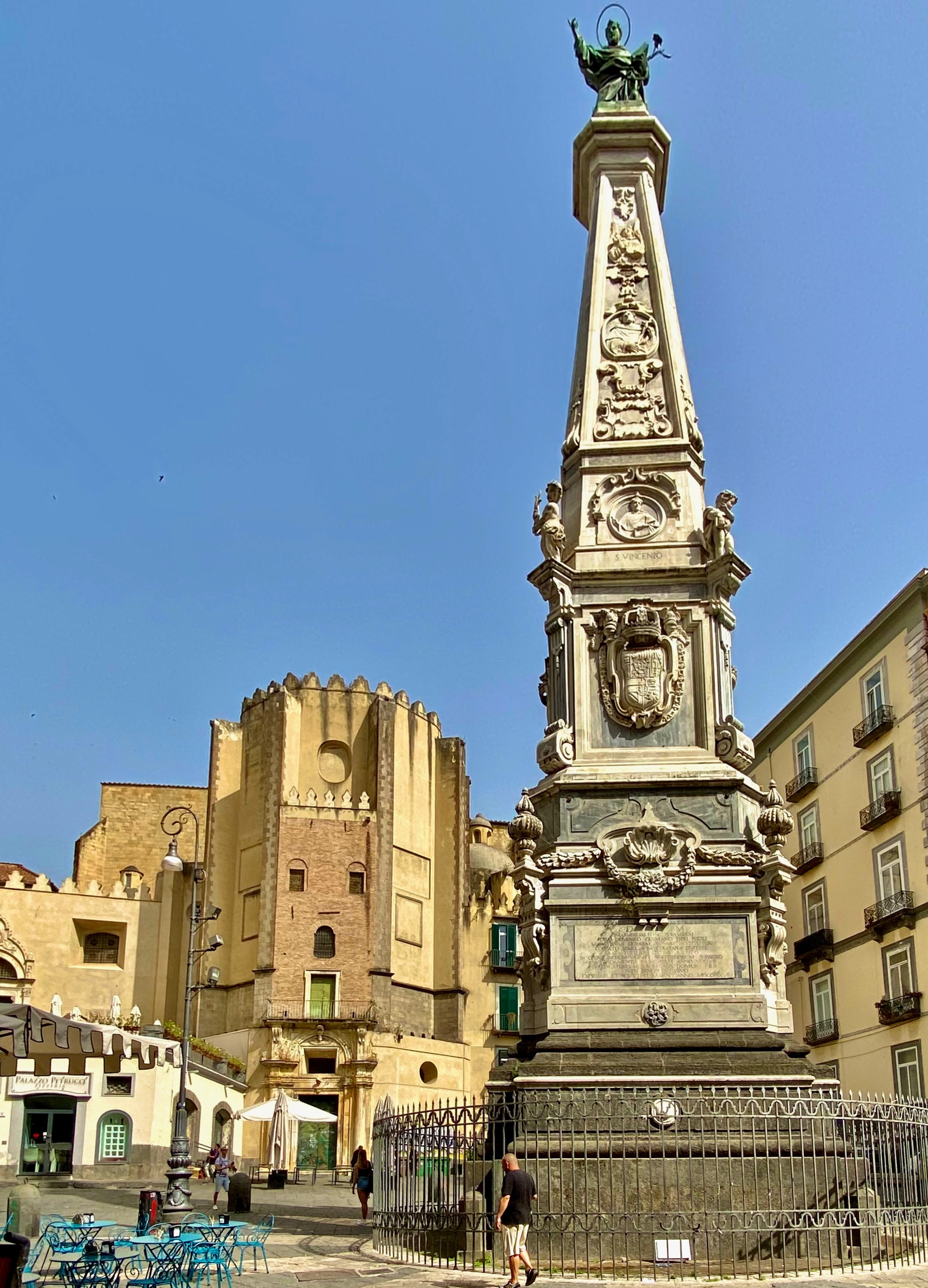
Piazza San Domenico Maggiore

Fu voluta da Alfonso I di Napoli, a cui si deve la grande scalinata a fianco dell'abside della chiesa di San Domenico Maggiore. È un'importante piazza della città perché, storicamente, rappresenta il limite orientale delle mura greche di Neapolis. Questo luogo, nei secoli, ha assunto molteplici ruoli, da quelli politici a quelli commerciali finanche a quelli occulti, data la vicinanza della cappella Sansevero. Lo slargo ospita la basilica di San Domenico Maggiore. La facciata della basilica è caratterizzata da un'evidente influenza orientale; è accompagnata dall'omonimo obelisco di Francesco Antonio Picchiatti ed è inoltre circondata da palazzi monumentali.

## Piazza San Gaetano

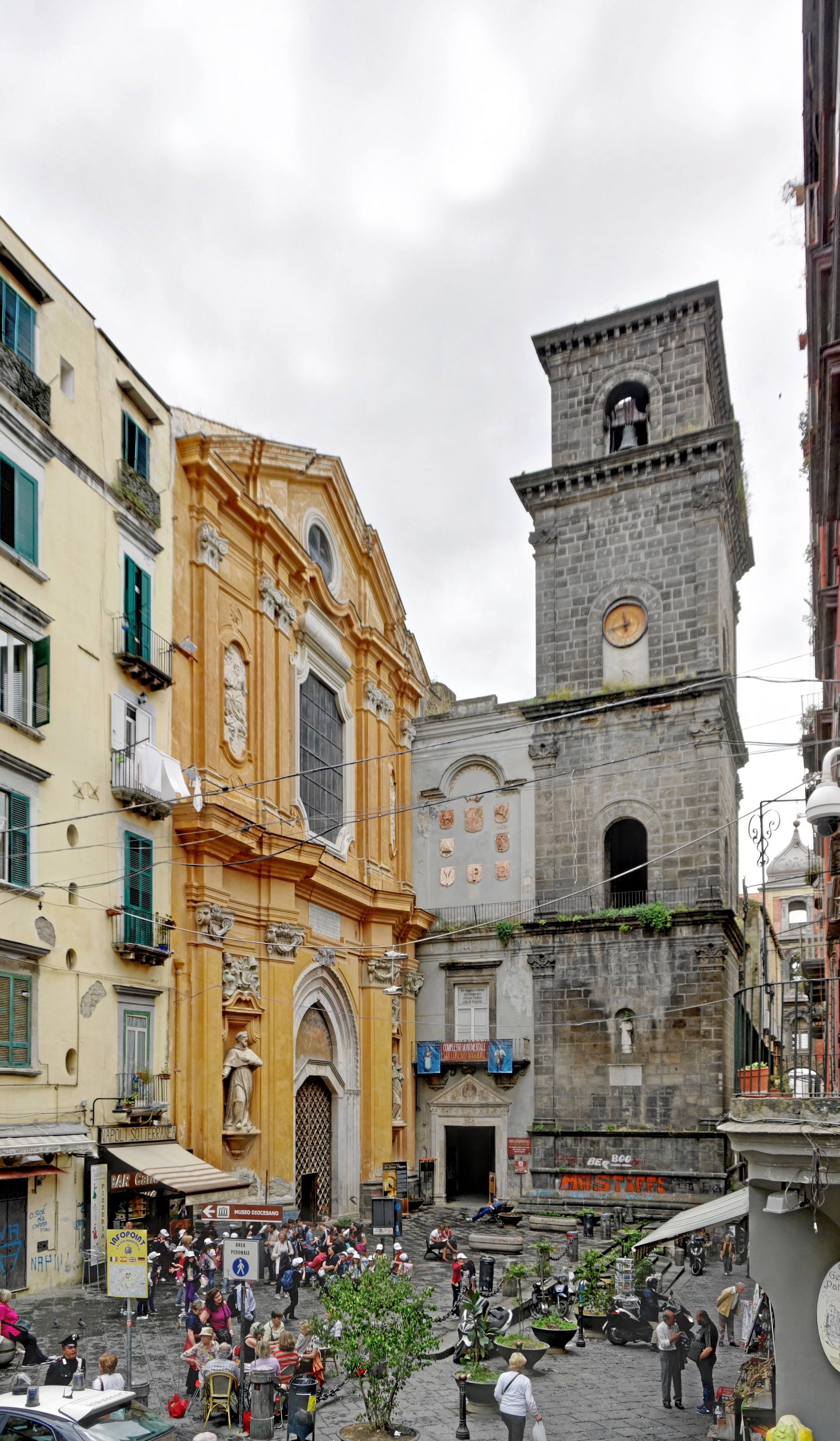
Piazza San Gaetano

Piazza San Gaetano è una storica ed importante piazza di Napoli e corrisponde all'antico Foro greco-romano della città. La piazza in epoca greca ospitò l'Agorà e in quella romana il Foro.
Oggi, ai suoi margini, sono situati due edifici religiosi di estrema importanza cattolica e artistica: le basiliche di San Paolo Maggiore e San Lorenzo Maggiore. In questa piazza si riunivano le dodici fratrie del popolo; qui si ricevevano gli ambasciatori stranieri per trattare la pace o la guerra; qui il popolo napoletano accorreva in armi al suono delle campane, per respingere i Longobardi e i Saraceni.

## Piazza Sannazaro

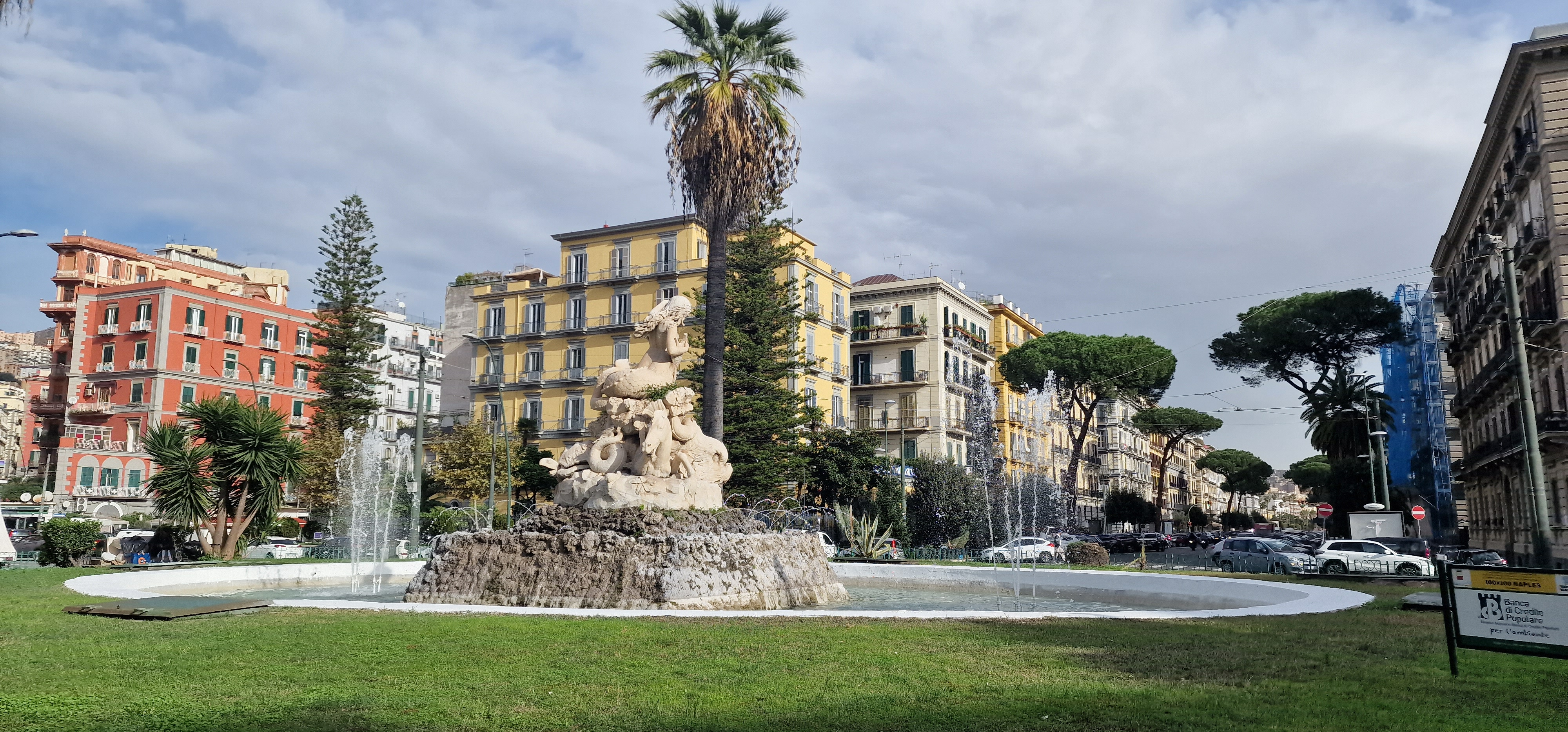
Piazza Sannazaro verso Viale Elena

Piazza Sannazaro è una delle piazze più suggestive di Napoli, grazie alla presenza della fontana della Sirena, alla cui realizzazione partecipò anche un giovane Francesco Jerace. Si trova tra Mergellina e Piedigrotta.

## Piazza Sisto Riario Sforza

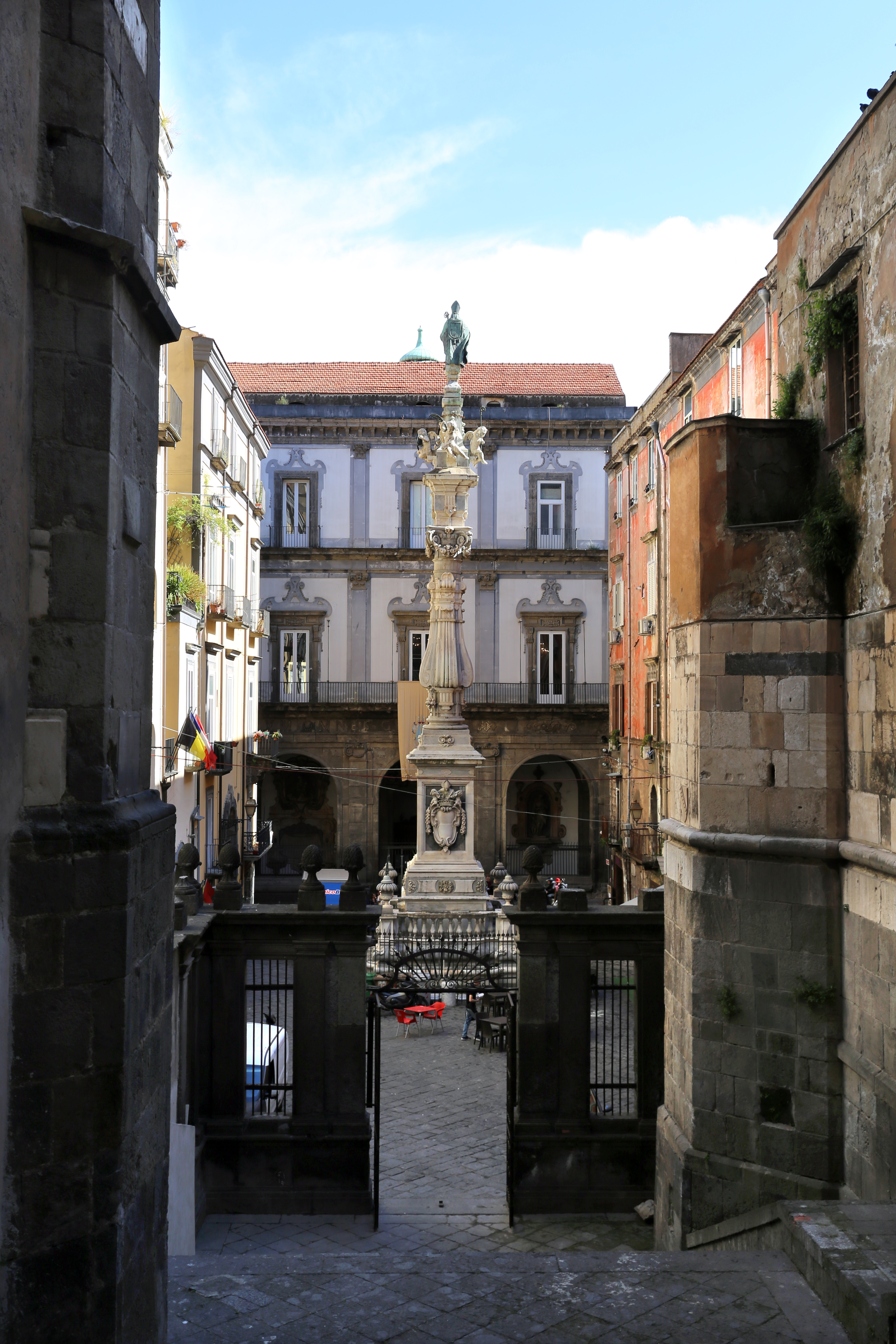
Piazza Sisto Riario Sforza

Storico slargo posto alle spalle della chiesa cattedrale di Napoli, su via dei Tribunali. La piazza è circondata inoltre da storici palazzi monumentali e dal complesso del Pio Monte della Misericordia. Domina il luogo la guglia di San Gennaro, eretta da Cosimo Fanzago su diretta espressione di volontà da parte dei napoletani, che decisero di inaugurare un monumento dedicato al santo patrono della città, successivamente all'ultima eruzione del Vesuvio avvenuta nel 1631.

## Piazza Salerno

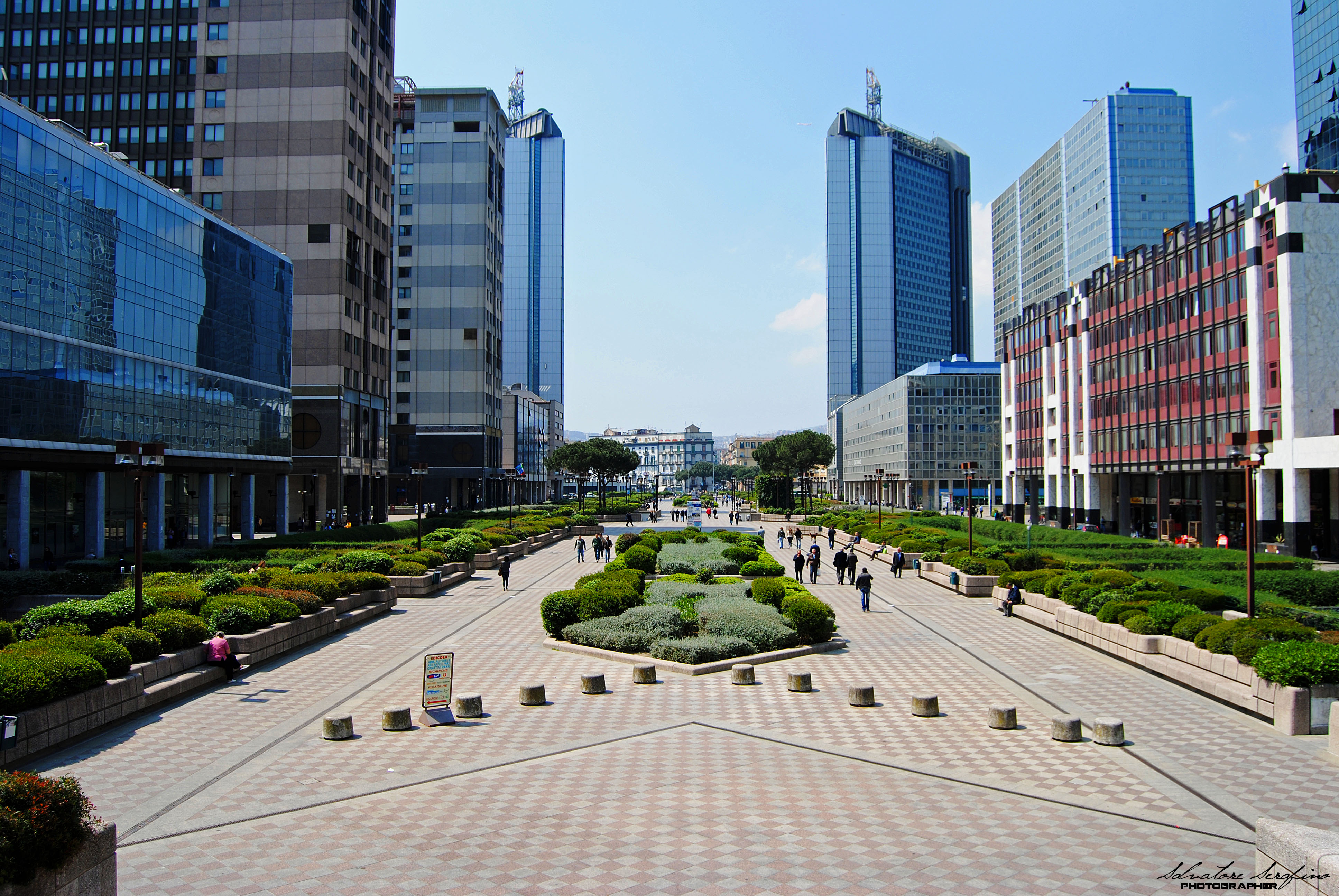
Il centro Direzionale di Napoli verso piazza Salerno

Piazza Salerno è una delle piazze più recenti di Napoli. Lo slargo è situato nel centro direzionale della città, la prima cittadella di grattacieli d'Italia e dell'Europa meridionale opera di Kenzō Tange, alla cui realizzazione parteciparono anche importanti architetti come Renzo Piano.

## Piazza Sette Settembre

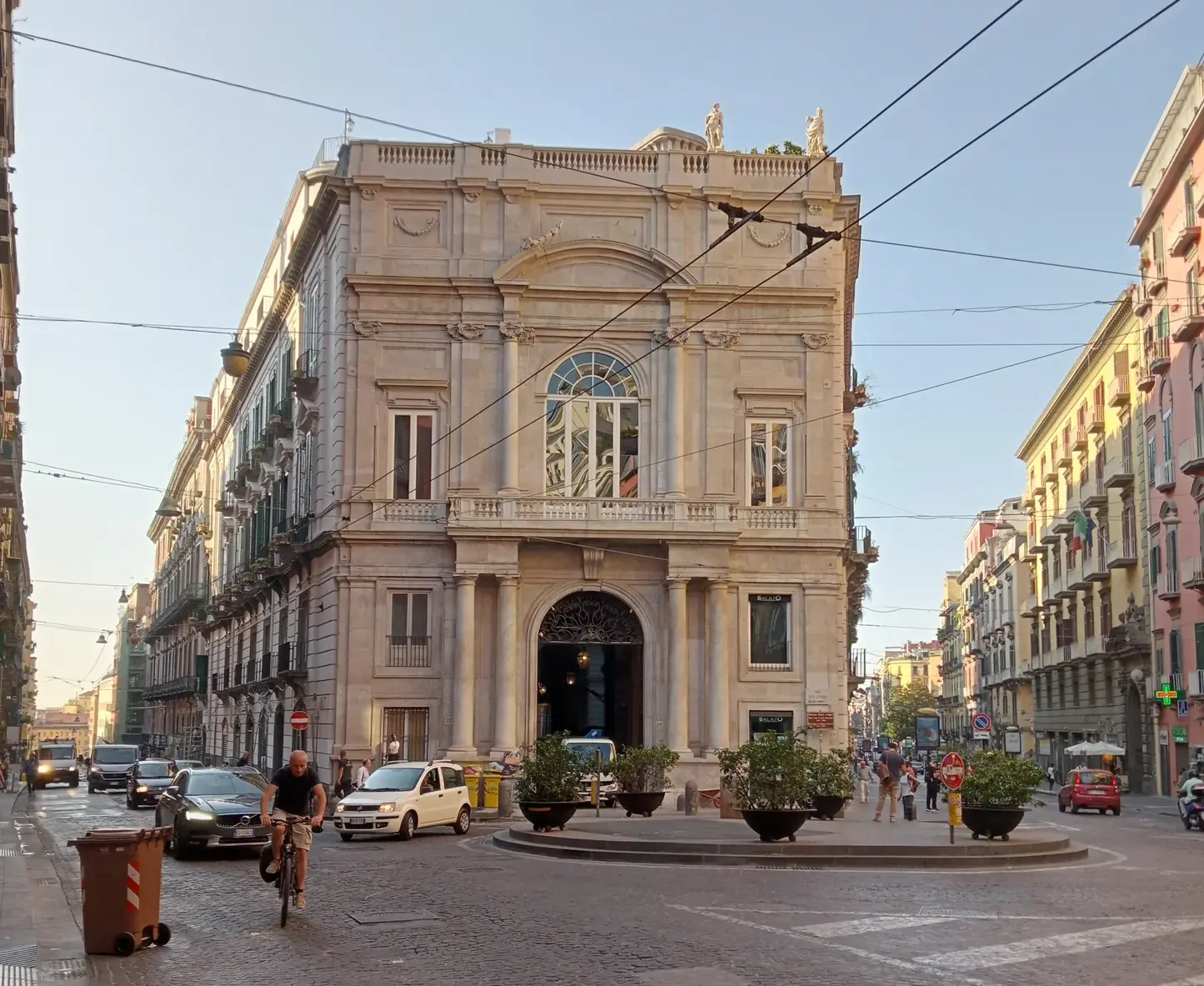
Piazza Sette Settembre

Piazza Sette Settembre è una delle piazze più importanti di Napoli. Il 7 settembre 1860 proprio da qui Giuseppe Garibaldi annunciò l'annessione del Regno delle Due Sicilie a quello d'Italia. Su di essa insistono il palazzo Doria d'Angri e l'imponente facciata della basilica dello Spirito Santo.

## Tondo di Capodimonte

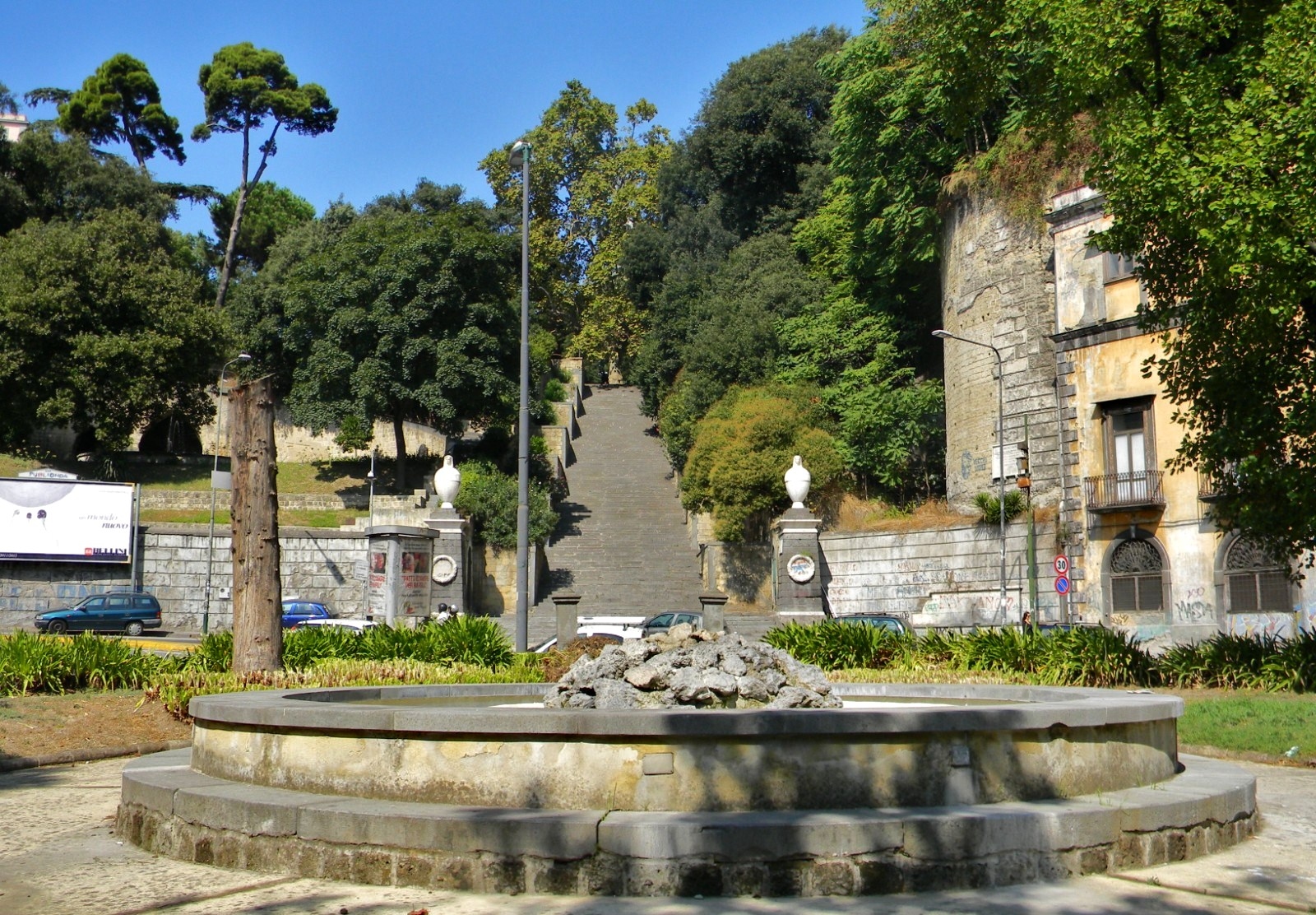
Tondo di Capodimonte

Il tondo di Capodimonte è una piazza di Napoli, situata nel quartiere Stella alla fine del corso Amedeo di Savoia e all'inizio della via di Capodimonte.
Viene detto in tale maniera per via della sua pianta ovale, appunto chiamata popolarmente tondo. Fu progettato nel complesso dei lavori di realizzazione della nuova strada che avrebbe collegato il centro cittadino con la reggia di Capodimonte. I lavori furono affidati ad Antonio Niccolini.

## Piazza Trieste e Trento

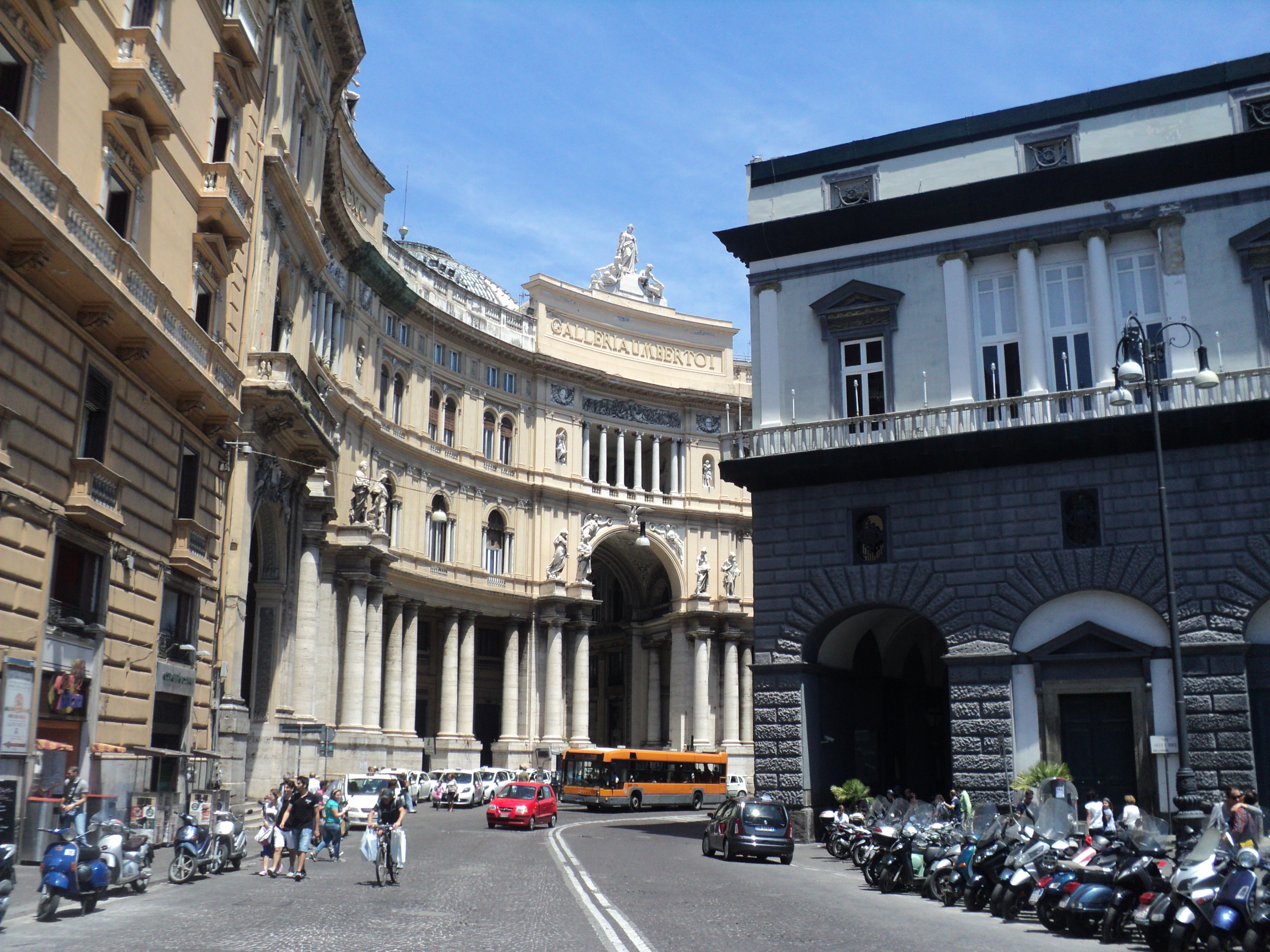
Piazza Trieste e Trento verso la Galleria Umberto I e il Real Teatro di San Carlo

La piazza, confinante con la celeberrima piazza del Plebiscito, ha una forma asimmetrica ed angolosa. Lo slargo ha la denominazione attuale grazie ai Savoia. Ospita la seicentesca chiesa di San Ferdinando e la fontana del Carciofo. Nel palazzo al n. 48 ha sede il Museo "Giuseppe Caravita Principe di Sirignano", dedicato agli artisti napoletani di Ottocento-Novecento. Lo storico Caffè Gambrinus, ai margini della piazza, conserva le decorazioni create da alcuni importanti artisti napoletani di fine Ottocento (ma anche di Gabriele D'Annunzio e di Filippo Tommaso Marinetti).

## Piazza Vanvitelli

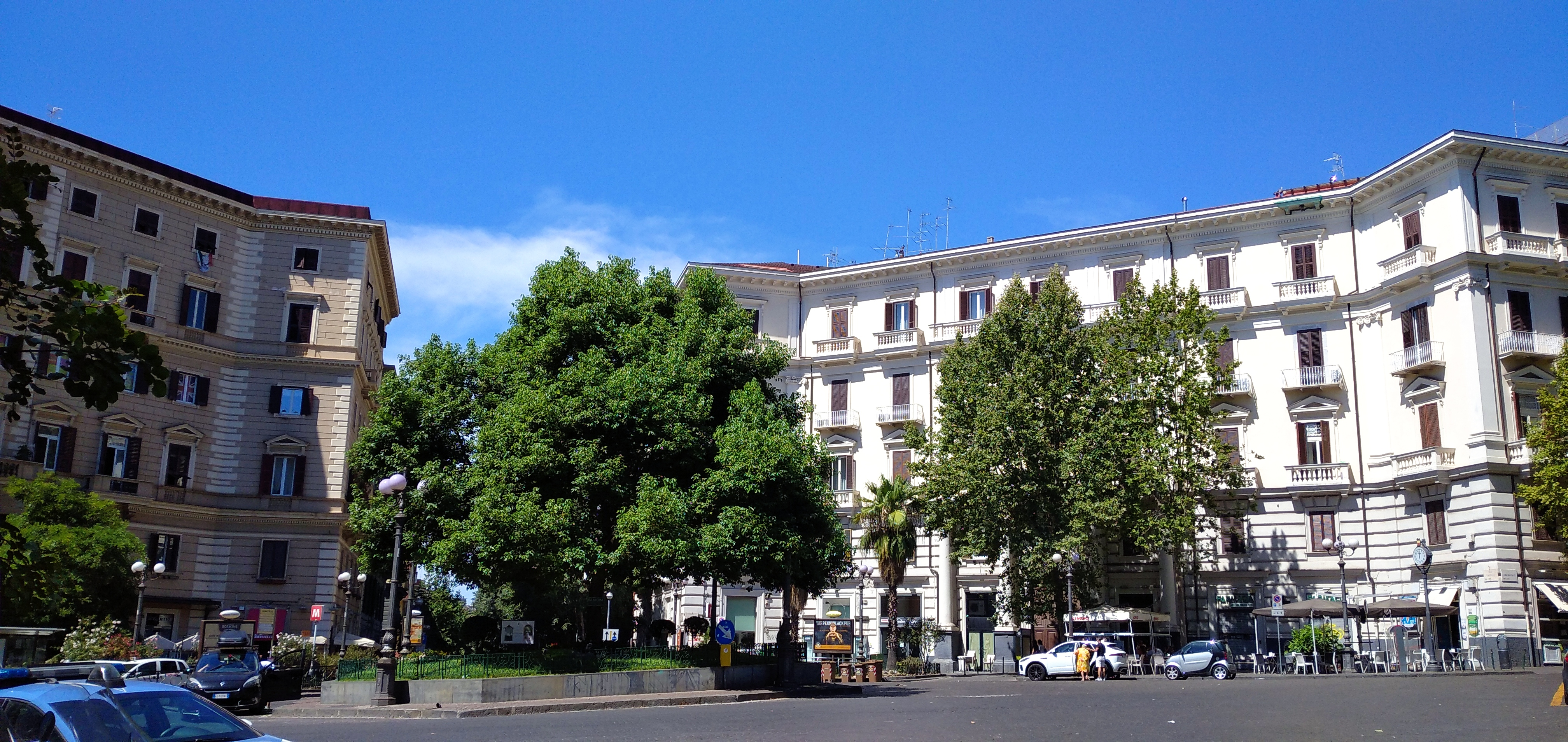
Piazza Vanvitelli

Piazza Vanvitelli è la piazza centrale del Vomero, una delle più importanti costruite alla fine dell'Ottocento nell'ambito dei grandi interventi di Risanamento e ampliamento della città di Napoli. Dedicata al celebre architetto napoletano Luigi Vanvitelli a cui si devono la reggia di Caserta, il foro Carolino e la basilica della Santissima Annunziata Maggiore, è caratterizzata ai suoi lati da edifici in stile neorinascimentale, molto in voga in questa zona del quartiere. Originariamente al centro della piazza era collocata una fontana in granito e piperno, poi rimossa a causa della costruzione dei binari del tram. 

## Piazza della Vittoria

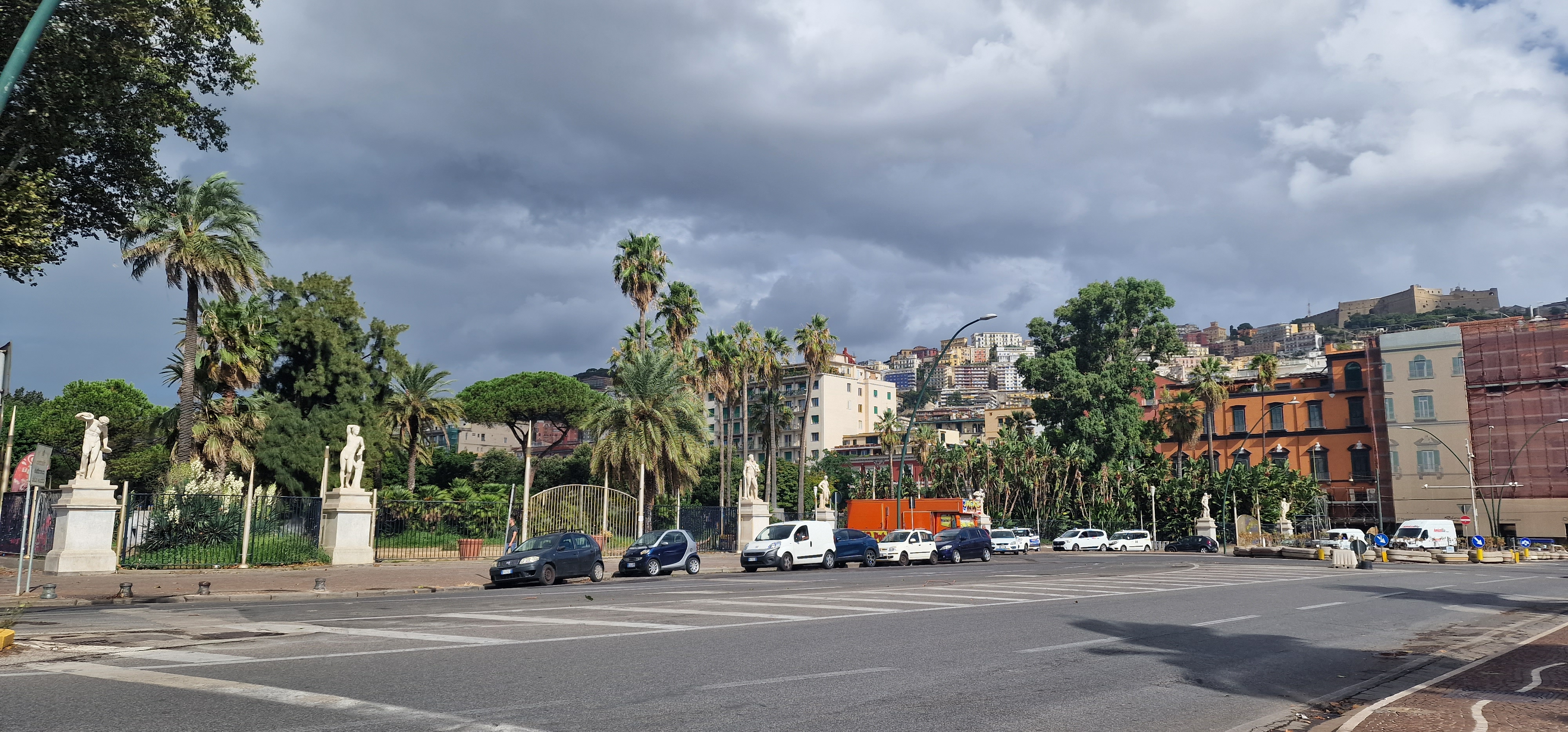
Piazza della Vittoria (lato ingresso Villa Reale, ora Comunale)

La piazza è denominata della Vittoria perché, secondo i vincitori della battaglia di Lepanto, fu la Madonna ad intervenire per il buon esito. Fu la figlia del comandante di una delle flotte cristiane a volere la costruzione dell'omonima chiesa che sovrasta la zona meridionale appunto dello slargo. La piazza è una delle più belle di Napoli; a nord, su di essa, sono poste le statue neoclassiche della villa Comunale (prima dell'unificazione italiana villa Reale), mentre nella parte orientale si trova il palazzo Ravaschieri e il vanvitelliano palazzo Calabritto. Invece sul lato della piazza che affaccia sul mare, la cosiddetta colonna spezzata ritrovata presso il campanile della cattedrale di Napoli venne qui collocata nel 1914 in memoria di tutti i caduti del mare.